# Bộ Trạch tả
Bộ Trạch tả (danh pháp khoa học: Alismatales) là một bộ thực vật có hoa. Bộ này trong bất kỳ hệ thống phân loại nào đều bắt buộc phải có họ Trạch tả (Alismataceae).
Hệ thống APG II năm 2003 (không thay đổi từ hệ thống APG năm 1998) gắn bộ này vào nhánh monocots (thực vật một lá mầm) và sử dụng định nghĩa sau:
- Bộ Alismatales
Họ Alismataceae - trạch tả (mã đề nước)
Họ Aponogetonaceae - thủy ung
Họ Araceae - ráy, khoai môn, khoai nước, thiên nam tinh
Họ Butomaceae - cỏ lận
Họ Cymodoceaceae - cỏ kiệu, cỏ năn, cỏ đốt tre, cỏ hẹ
Họ Hydrocharitaceae - lá sắn, cỏ nhật, tóc tiên nước, thủy thảo
Họ Juncaginaceae - thủy mạch đông
Họ Limnocharitaceae - nê thảo (kèo nèo, cù nèo, choóc)
Họ Maundiaceae
Họ Posidoniaceae - cỏ biển (tên gọi này chia sẻ với các họ khác như Cymodoceaceae, Hydrocharitaceae, Ruppiaceae, Zosteraceae)
Họ Potamogetonaceae - rong mái chèo
Họ Ruppiaceae - cỏ kim
Họ Scheuchzeriaceae - cỏ băng chiểu
Họ Tofieldiaceae - nham xương bồ
Họ Zosteraceae - rong lá lớn

Theo định nghĩa này thì bộ Trạch tả bao gồm 4.490 loài trong 166 chi của 14 họ, tuy nhiên hiện tại hệ thống APG III năm 2009 đã sáp nhập họ Limnocharitaceae vào trong họ Alismataceae, với sự phân bổ rộng khắp thế giới. Phần lớn các họ là các loài cây thân thảo, hay được tìm thấy trong các môi trường nước. Hoa của chúng thường được sắp xếp thành cụm hoa và các hạt chín thiếu nội nhũ. Bên cạnh đó APG III cũng tách chi Maundia ra khỏi họ Juncaginaceae để tạo thành họ mới với danh pháp Maundiaceae chỉ chứa 1 loài duy nhất (Maundia triglochinoides) nhưng vị trí của họ này là chưa rõ ràng trong cây phát sinh chủng loài.
Sự lệch hướng lớn nhất từ các hệ thống phân loại cũ (xem dưới đây) là việc đưa vào của họ Araceae. Khi thêm họ này vào thì bộ Trạch tả được tăng lên đáng kể về số lượng loài. Một mình họ Araceae chứa khoảng 106 chi với khoảng 4.025 loài trong khi các họ còn lại cùng nhau chỉ có chưa tới 500 loài.
Hệ thống Cronquist năm 1981 đặt bộ này trong phân lớp Trạch tả (Alismatidae) của lớp thực vật một lá mầm (Liliopsida) và sử dụng định nghĩa sau:
- Bộ Alismatales
Họ Alismataceae
Họ Butomaceae
Họ Limnocharitaceae

Phân lớp Trạch tả của hệ thống Cronquist khá phù hợp với bộ Alismatales theo định nghĩa của APG, trừ đi họ Araceae.
Hệ thống Dahlgren đặt bộ này trong siêu bộ Alismatanae thuộc phân lớp Liliidae trong lớp Magnoliopsida; nó sử dụng định nghĩa sau:
- Bộ Alismatales
Họ Alismataceae
Họ Aponogetonaceae
Họ Butomaceae
Họ Hydrocharitaceae
Họ Limnocharitaceae

Siêu bộ Alismatanae trong hệ thống Dahlgren khá phù hợp với bộ Alismatales theo định nghĩa của APG, trừ đi họ Araceae.
Hệ thống Wettstein, phiên bản cuối vào năm 1935, hay hệ thống Engler, cập nhật năm 1964, sử dụng tên gọi Helobiae cho bộ này.

## Phát sinh chủng loài
Cây phát sinh chủng loài của bộ Trạch tả so với các bộ thực vật một lá mầm khác lấy theo APG III.
|  | Dioscoreales |
|  |              |
|  | Pandanales   |
|  |              |

|  | Liliales                                                                   |
|  |                                                                            |
|  | \| \| Asparagales \| \| \| \| \| \| Commelinidae (commelinids) \| \| \| \| |
|  |                                                                            |
|  | Asparagales                                                                |
|  |                                                                            |
|  | Commelinidae (commelinids)                                                 |
|  |                                                                            |

|  | Asparagales                |
|  |                            |
|  | Commelinidae (commelinids) |
|  |                            |

|  | Dioscoreales |
|  |              |
|  | Pandanales   |
|  |              |

|  | Liliales                                                                   |
|  |                                                                            |
|  | \| \| Asparagales \| \| \| \| \| \| Commelinidae (commelinids) \| \| \| \| |
|  |                                                                            |
|  | Asparagales                                                                |
|  |                                                                            |
|  | Commelinidae (commelinids)                                                 |
|  |                                                                            |

|  | Asparagales                |
|  |                            |
|  | Commelinidae (commelinids) |
|  |                            |

|  | Dioscoreales |
|  |              |
|  | Pandanales   |
|  |              |

|  | Liliales                                                                   |
|  |                                                                            |
|  | \| \| Asparagales \| \| \| \| \| \| Commelinidae (commelinids) \| \| \| \| |
|  |                                                                            |
|  | Asparagales                                                                |
|  |                                                                            |
|  | Commelinidae (commelinids)                                                 |
|  |                                                                            |

|  | Asparagales                |
|  |                            |
|  | Commelinidae (commelinids) |
|  |                            |

|  | Dioscoreales |
|  |              |
|  | Pandanales   |
|  |              |

|  | Liliales                                                                   |
|  |                                                                            |
|  | \| \| Asparagales \| \| \| \| \| \| Commelinidae (commelinids) \| \| \| \| |
|  |                                                                            |
|  | Asparagales                                                                |
|  |                                                                            |
|  | Commelinidae (commelinids)                                                 |
|  |                                                                            |

|  | Asparagales                |
|  |                            |
|  | Commelinidae (commelinids) |
|  |                            |

|  | Dioscoreales |
|  |              |
|  | Pandanales   |
|  |              |

|  | Liliales                                                                   |
|  |                                                                            |
|  | \| \| Asparagales \| \| \| \| \| \| Commelinidae (commelinids) \| \| \| \| |
|  |                                                                            |
|  | Asparagales                                                                |
|  |                                                                            |
|  | Commelinidae (commelinids)                                                 |
|  |                                                                            |

|  | Asparagales                |
|  |                            |
|  | Commelinidae (commelinids) |
|  |                            |

|  | Dioscoreales |
|  |              |
|  | Pandanales   |
|  |              |

|  | Liliales                                                                   |
|  |                                                                            |
|  | \| \| Asparagales \| \| \| \| \| \| Commelinidae (commelinids) \| \| \| \| |
|  |                                                                            |
|  | Asparagales                                                                |
|  |                                                                            |
|  | Commelinidae (commelinids)                                                 |
|  |                                                                            |

|  | Asparagales                |
|  |                            |
|  | Commelinidae (commelinids) |
|  |                            |

|  | Dioscoreales |
|  |              |
|  | Pandanales   |
|  |              |

|  | Liliales                                                                   |
|  |                                                                            |
|  | \| \| Asparagales \| \| \| \| \| \| Commelinidae (commelinids) \| \| \| \| |
|  |                                                                            |
|  | Asparagales                                                                |
|  |                                                                            |
|  | Commelinidae (commelinids)                                                 |
|  |                                                                            |

|  | Asparagales                |
|  |                            |
|  | Commelinidae (commelinids) |
|  |                            |

|  | Dioscoreales |
|  |              |
|  | Pandanales   |
|  |              |

|  | Liliales                                                                   |
|  |                                                                            |
|  | \| \| Asparagales \| \| \| \| \| \| Commelinidae (commelinids) \| \| \| \| |
|  |                                                                            |
|  | Asparagales                                                                |
|  |                                                                            |
|  | Commelinidae (commelinids)                                                 |
|  |                                                                            |

|  | Asparagales                |
|  |                            |
|  | Commelinidae (commelinids) |
|  |                            |

|  | Dioscoreales |
|  |              |
|  | Pandanales   |
|  |              |

|  | Liliales                                                                   |
|  |                                                                            |
|  | \| \| Asparagales \| \| \| \| \| \| Commelinidae (commelinids) \| \| \| \| |
|  |                                                                            |
|  | Asparagales                                                                |
|  |                                                                            |
|  | Commelinidae (commelinids)                                                 |
|  |                                                                            |

|  | Asparagales                |
|  |                            |
|  | Commelinidae (commelinids) |
|  |                            |

|  | Dioscoreales |
|  |              |
|  | Pandanales   |
|  |              |

|  | Liliales                                                                   |
|  |                                                                            |
|  | \| \| Asparagales \| \| \| \| \| \| Commelinidae (commelinids) \| \| \| \| |
|  |                                                                            |
|  | Asparagales                                                                |
|  |                                                                            |
|  | Commelinidae (commelinids)                                                 |
|  |                                                                            |

|  | Asparagales                |
|  |                            |
|  | Commelinidae (commelinids) |
|  |                            |

|  | Dioscoreales |
|  |              |
|  | Pandanales   |
|  |              |

|  | Liliales                                                                   |
|  |                                                                            |
|  | \| \| Asparagales \| \| \| \| \| \| Commelinidae (commelinids) \| \| \| \| |
|  |                                                                            |
|  | Asparagales                                                                |
|  |                                                                            |
|  | Commelinidae (commelinids)                                                 |
|  |                                                                            |

|  | Asparagales                |
|  |                            |
|  | Commelinidae (commelinids) |
|  |                            |

|  | Dioscoreales |
|  |              |
|  | Pandanales   |
|  |              |

|  | Liliales                                                                   |
|  |                                                                            |
|  | \| \| Asparagales \| \| \| \| \| \| Commelinidae (commelinids) \| \| \| \| |
|  |                                                                            |
|  | Asparagales                                                                |
|  |                                                                            |
|  | Commelinidae (commelinids)                                                 |
|  |                                                                            |

|  | Asparagales                |
|  |                            |
|  | Commelinidae (commelinids) |
|  |                            |

|  | Dioscoreales |
|  |              |
|  | Pandanales   |
|  |              |

|  | Liliales                                                                   |
|  |                                                                            |
|  | \| \| Asparagales \| \| \| \| \| \| Commelinidae (commelinids) \| \| \| \| |
|  |                                                                            |
|  | Asparagales                                                                |
|  |                                                                            |
|  | Commelinidae (commelinids)                                                 |
|  |                                                                            |

|  | Asparagales                |
|  |                            |
|  | Commelinidae (commelinids) |
|  |                            |

|  | Dioscoreales |
|  |              |
|  | Pandanales   |
|  |              |

|  | Liliales                                                                   |
|  |                                                                            |
|  | \| \| Asparagales \| \| \| \| \| \| Commelinidae (commelinids) \| \| \| \| |
|  |                                                                            |
|  | Asparagales                                                                |
|  |                                                                            |
|  | Commelinidae (commelinids)                                                 |
|  |                                                                            |

|  | Asparagales                |
|  |                            |
|  | Commelinidae (commelinids) |
|  |                            |

|  | Dioscoreales |
|  |              |
|  | Pandanales   |
|  |              |

|  | Liliales                                                                   |
|  |                                                                            |
|  | \| \| Asparagales \| \| \| \| \| \| Commelinidae (commelinids) \| \| \| \| |
|  |                                                                            |
|  | Asparagales                                                                |
|  |                                                                            |
|  | Commelinidae (commelinids)                                                 |
|  |                                                                            |

|  | Asparagales                |
|  |                            |
|  | Commelinidae (commelinids) |
|  |                            |

|  | Dioscoreales |
|  |              |
|  | Pandanales   |
|  |              |

|  | Liliales                                                                   |
|  |                                                                            |
|  | \| \| Asparagales \| \| \| \| \| \| Commelinidae (commelinids) \| \| \| \| |
|  |                                                                            |
|  | Asparagales                                                                |
|  |                                                                            |
|  | Commelinidae (commelinids)                                                 |
|  |                                                                            |

|  | Asparagales                |
|  |                            |
|  | Commelinidae (commelinids) |
|  |                            |

Cây phát sinh chủng loài trong nội bộ bộ Trạch tả về cơ bản lấy theo APG III, nhưng họ Limnocharitaceae vẫn đứng độc lập.
|  | Hydrocharitaceae |
|  |                  |
|  | Butomaceae       |
|  |                  |

| Alismataceae s.l. | \| \| Alismataceae s.s. \| \| \| \| \| \| Limnocharitaceae \| \| \| \| |
|                   | \| \| Alismataceae s.s. \| \| \| \| \| \| Limnocharitaceae \| \| \| \| |
|                   | Alismataceae s.s.                                                      |
|                   |                                                                        |
|                   | Limnocharitaceae                                                       |
|                   |                                                                        |

|  | Alismataceae s.s. |
|  |                   |
|  | Limnocharitaceae  |
|  |                   |

|  | Hydrocharitaceae |
|  |                  |
|  | Butomaceae       |
|  |                  |

| Alismataceae s.l. | \| \| Alismataceae s.s. \| \| \| \| \| \| Limnocharitaceae \| \| \| \| |
|                   | \| \| Alismataceae s.s. \| \| \| \| \| \| Limnocharitaceae \| \| \| \| |
|                   | Alismataceae s.s.                                                      |
|                   |                                                                        |
|                   | Limnocharitaceae                                                       |
|                   |                                                                        |

|  | Alismataceae s.s. |
|  |                   |
|  | Limnocharitaceae  |
|  |                   |

|  | Posidoniaceae                                                |
|  |                                                              |
|  | \| \| Ruppiaceae \| \| \| \| \| \| Cymodoceaceae \| \| \| \| |
|  |                                                              |
|  | Ruppiaceae                                                   |
|  |                                                              |
|  | Cymodoceaceae                                                |
|  |                                                              |

|  | Ruppiaceae    |
|  |               |
|  | Cymodoceaceae |
|  |               |

|  | Zosteraceae      |
|  |                  |
|  | Potamogetonaceae |
|  |                  |

|  | Posidoniaceae                                                |
|  |                                                              |
|  | \| \| Ruppiaceae \| \| \| \| \| \| Cymodoceaceae \| \| \| \| |
|  |                                                              |
|  | Ruppiaceae                                                   |
|  |                                                              |
|  | Cymodoceaceae                                                |
|  |                                                              |

|  | Ruppiaceae    |
|  |               |
|  | Cymodoceaceae |
|  |               |

|  | Zosteraceae      |
|  |                  |
|  | Potamogetonaceae |
|  |                  |

|  | Posidoniaceae                                                |
|  |                                                              |
|  | \| \| Ruppiaceae \| \| \| \| \| \| Cymodoceaceae \| \| \| \| |
|  |                                                              |
|  | Ruppiaceae                                                   |
|  |                                                              |
|  | Cymodoceaceae                                                |
|  |                                                              |

|  | Ruppiaceae    |
|  |               |
|  | Cymodoceaceae |
|  |               |

|  | Zosteraceae      |
|  |                  |
|  | Potamogetonaceae |
|  |                  |

|  | Posidoniaceae                                                |
|  |                                                              |
|  | \| \| Ruppiaceae \| \| \| \| \| \| Cymodoceaceae \| \| \| \| |
|  |                                                              |
|  | Ruppiaceae                                                   |
|  |                                                              |
|  | Cymodoceaceae                                                |
|  |                                                              |

|  | Ruppiaceae    |
|  |               |
|  | Cymodoceaceae |
|  |               |

|  | Zosteraceae      |
|  |                  |
|  | Potamogetonaceae |
|  |                  |

|  | Posidoniaceae                                                |
|  |                                                              |
|  | \| \| Ruppiaceae \| \| \| \| \| \| Cymodoceaceae \| \| \| \| |
|  |                                                              |
|  | Ruppiaceae                                                   |
|  |                                                              |
|  | Cymodoceaceae                                                |
|  |                                                              |

|  | Ruppiaceae    |
|  |               |
|  | Cymodoceaceae |
|  |               |

|  | Zosteraceae      |
|  |                  |
|  | Potamogetonaceae |
|  |                  |

|  | Posidoniaceae                                                |
|  |                                                              |
|  | \| \| Ruppiaceae \| \| \| \| \| \| Cymodoceaceae \| \| \| \| |
|  |                                                              |
|  | Ruppiaceae                                                   |
|  |                                                              |
|  | Cymodoceaceae                                                |
|  |                                                              |

|  | Ruppiaceae    |
|  |               |
|  | Cymodoceaceae |
|  |               |

|  | Zosteraceae      |
|  |                  |
|  | Potamogetonaceae |
|  |                  |

|  | Posidoniaceae                                                |
|  |                                                              |
|  | \| \| Ruppiaceae \| \| \| \| \| \| Cymodoceaceae \| \| \| \| |
|  |                                                              |
|  | Ruppiaceae                                                   |
|  |                                                              |
|  | Cymodoceaceae                                                |
|  |                                                              |

|  | Ruppiaceae    |
|  |               |
|  | Cymodoceaceae |
|  |               |

|  | Zosteraceae      |
|  |                  |
|  | Potamogetonaceae |
|  |                  |

|  | Posidoniaceae                                                |
|  |                                                              |
|  | \| \| Ruppiaceae \| \| \| \| \| \| Cymodoceaceae \| \| \| \| |
|  |                                                              |
|  | Ruppiaceae                                                   |
|  |                                                              |
|  | Cymodoceaceae                                                |
|  |                                                              |

|  | Ruppiaceae    |
|  |               |
|  | Cymodoceaceae |
|  |               |

|  | Zosteraceae      |
|  |                  |
|  | Potamogetonaceae |
|  |                  |

|  | Posidoniaceae                                                |
|  |                                                              |
|  | \| \| Ruppiaceae \| \| \| \| \| \| Cymodoceaceae \| \| \| \| |
|  |                                                              |
|  | Ruppiaceae                                                   |
|  |                                                              |
|  | Cymodoceaceae                                                |
|  |                                                              |

|  | Ruppiaceae    |
|  |               |
|  | Cymodoceaceae |
|  |               |

|  | Zosteraceae      |
|  |                  |
|  | Potamogetonaceae |
|  |                  |

|  | Posidoniaceae                                                |
|  |                                                              |
|  | \| \| Ruppiaceae \| \| \| \| \| \| Cymodoceaceae \| \| \| \| |
|  |                                                              |
|  | Ruppiaceae                                                   |
|  |                                                              |
|  | Cymodoceaceae                                                |
|  |                                                              |

|  | Ruppiaceae    |
|  |               |
|  | Cymodoceaceae |
|  |               |

|  | Zosteraceae      |
|  |                  |
|  | Potamogetonaceae |
|  |                  |

|  | Posidoniaceae                                                |
|  |                                                              |
|  | \| \| Ruppiaceae \| \| \| \| \| \| Cymodoceaceae \| \| \| \| |
|  |                                                              |
|  | Ruppiaceae                                                   |
|  |                                                              |
|  | Cymodoceaceae                                                |
|  |                                                              |

|  | Ruppiaceae    |
|  |               |
|  | Cymodoceaceae |
|  |               |

|  | Zosteraceae      |
|  |                  |
|  | Potamogetonaceae |
|  |                  |

|  | Posidoniaceae                                                |
|  |                                                              |
|  | \| \| Ruppiaceae \| \| \| \| \| \| Cymodoceaceae \| \| \| \| |
|  |                                                              |
|  | Ruppiaceae                                                   |
|  |                                                              |
|  | Cymodoceaceae                                                |
|  |                                                              |

|  | Ruppiaceae    |
|  |               |
|  | Cymodoceaceae |
|  |               |

|  | Zosteraceae      |
|  |                  |
|  | Potamogetonaceae |
|  |                  |

|  | Posidoniaceae                                                |
|  |                                                              |
|  | \| \| Ruppiaceae \| \| \| \| \| \| Cymodoceaceae \| \| \| \| |
|  |                                                              |
|  | Ruppiaceae                                                   |
|  |                                                              |
|  | Cymodoceaceae                                                |
|  |                                                              |

|  | Ruppiaceae    |
|  |               |
|  | Cymodoceaceae |
|  |               |

|  | Zosteraceae      |
|  |                  |
|  | Potamogetonaceae |
|  |                  |

|  | Posidoniaceae                                                |
|  |                                                              |
|  | \| \| Ruppiaceae \| \| \| \| \| \| Cymodoceaceae \| \| \| \| |
|  |                                                              |
|  | Ruppiaceae                                                   |
|  |                                                              |
|  | Cymodoceaceae                                                |
|  |                                                              |

|  | Ruppiaceae    |
|  |               |
|  | Cymodoceaceae |
|  |               |

|  | Zosteraceae      |
|  |                  |
|  | Potamogetonaceae |
|  |                  |

|  | Posidoniaceae                                                |
|  |                                                              |
|  | \| \| Ruppiaceae \| \| \| \| \| \| Cymodoceaceae \| \| \| \| |
|  |                                                              |
|  | Ruppiaceae                                                   |
|  |                                                              |
|  | Cymodoceaceae                                                |
|  |                                                              |

|  | Ruppiaceae    |
|  |               |
|  | Cymodoceaceae |
|  |               |

|  | Zosteraceae      |
|  |                  |
|  | Potamogetonaceae |
|  |                  |

|  | Posidoniaceae                                                |
|  |                                                              |
|  | \| \| Ruppiaceae \| \| \| \| \| \| Cymodoceaceae \| \| \| \| |
|  |                                                              |
|  | Ruppiaceae                                                   |
|  |                                                              |
|  | Cymodoceaceae                                                |
|  |                                                              |

|  | Ruppiaceae    |
|  |               |
|  | Cymodoceaceae |
|  |               |

|  | Zosteraceae      |
|  |                  |
|  | Potamogetonaceae |
|  |                  |

|  | Posidoniaceae                                                |
|  |                                                              |
|  | \| \| Ruppiaceae \| \| \| \| \| \| Cymodoceaceae \| \| \| \| |
|  |                                                              |
|  | Ruppiaceae                                                   |
|  |                                                              |
|  | Cymodoceaceae                                                |
|  |                                                              |

|  | Ruppiaceae    |
|  |               |
|  | Cymodoceaceae |
|  |               |

|  | Zosteraceae      |
|  |                  |
|  | Potamogetonaceae |
|  |                  |

|  | Posidoniaceae                                                |
|  |                                                              |
|  | \| \| Ruppiaceae \| \| \| \| \| \| Cymodoceaceae \| \| \| \| |
|  |                                                              |
|  | Ruppiaceae                                                   |
|  |                                                              |
|  | Cymodoceaceae                                                |
|  |                                                              |

|  | Ruppiaceae    |
|  |               |
|  | Cymodoceaceae |
|  |               |

|  | Zosteraceae      |
|  |                  |
|  | Potamogetonaceae |
|  |                  |

|  | Posidoniaceae                                                |
|  |                                                              |
|  | \| \| Ruppiaceae \| \| \| \| \| \| Cymodoceaceae \| \| \| \| |
|  |                                                              |
|  | Ruppiaceae                                                   |
|  |                                                              |
|  | Cymodoceaceae                                                |
|  |                                                              |

|  | Ruppiaceae    |
|  |               |
|  | Cymodoceaceae |
|  |               |

|  | Zosteraceae      |
|  |                  |
|  | Potamogetonaceae |
|  |                  |

|  | Posidoniaceae                                                |
|  |                                                              |
|  | \| \| Ruppiaceae \| \| \| \| \| \| Cymodoceaceae \| \| \| \| |
|  |                                                              |
|  | Ruppiaceae                                                   |
|  |                                                              |
|  | Cymodoceaceae                                                |
|  |                                                              |

|  | Ruppiaceae    |
|  |               |
|  | Cymodoceaceae |
|  |               |

|  | Zosteraceae      |
|  |                  |
|  | Potamogetonaceae |
|  |                  |

|  | Posidoniaceae                                                |
|  |                                                              |
|  | \| \| Ruppiaceae \| \| \| \| \| \| Cymodoceaceae \| \| \| \| |
|  |                                                              |
|  | Ruppiaceae                                                   |
|  |                                                              |
|  | Cymodoceaceae                                                |
|  |                                                              |

|  | Ruppiaceae    |
|  |               |
|  | Cymodoceaceae |
|  |               |

|  | Zosteraceae      |
|  |                  |
|  | Potamogetonaceae |
|  |                  |

|  | Posidoniaceae                                                |
|  |                                                              |
|  | \| \| Ruppiaceae \| \| \| \| \| \| Cymodoceaceae \| \| \| \| |
|  |                                                              |
|  | Ruppiaceae                                                   |
|  |                                                              |
|  | Cymodoceaceae                                                |
|  |                                                              |

|  | Ruppiaceae    |
|  |               |
|  | Cymodoceaceae |
|  |               |

|  | Zosteraceae      |
|  |                  |
|  | Potamogetonaceae |
|  |                  |

|  | Posidoniaceae                                                |
|  |                                                              |
|  | \| \| Ruppiaceae \| \| \| \| \| \| Cymodoceaceae \| \| \| \| |
|  |                                                              |
|  | Ruppiaceae                                                   |
|  |                                                              |
|  | Cymodoceaceae                                                |
|  |                                                              |

|  | Ruppiaceae    |
|  |               |
|  | Cymodoceaceae |
|  |               |

|  | Zosteraceae      |
|  |                  |
|  | Potamogetonaceae |
|  |                  |

|  | Posidoniaceae                                                |
|  |                                                              |
|  | \| \| Ruppiaceae \| \| \| \| \| \| Cymodoceaceae \| \| \| \| |
|  |                                                              |
|  | Ruppiaceae                                                   |
|  |                                                              |
|  | Cymodoceaceae                                                |
|  |                                                              |

|  | Ruppiaceae    |
|  |               |
|  | Cymodoceaceae |
|  |               |

|  | Zosteraceae      |
|  |                  |
|  | Potamogetonaceae |
|  |                  |

|  | Posidoniaceae                                                |
|  |                                                              |
|  | \| \| Ruppiaceae \| \| \| \| \| \| Cymodoceaceae \| \| \| \| |
|  |                                                              |
|  | Ruppiaceae                                                   |
|  |                                                              |
|  | Cymodoceaceae                                                |
|  |                                                              |

|  | Ruppiaceae    |
|  |               |
|  | Cymodoceaceae |
|  |               |

|  | Zosteraceae      |
|  |                  |
|  | Potamogetonaceae |
|  |                  |

|  | Posidoniaceae                                                |
|  |                                                              |
|  | \| \| Ruppiaceae \| \| \| \| \| \| Cymodoceaceae \| \| \| \| |
|  |                                                              |
|  | Ruppiaceae                                                   |
|  |                                                              |
|  | Cymodoceaceae                                                |
|  |                                                              |

|  | Ruppiaceae    |
|  |               |
|  | Cymodoceaceae |
|  |               |

|  | Zosteraceae      |
|  |                  |
|  | Potamogetonaceae |
|  |                  |

|  | Posidoniaceae                                                |
|  |                                                              |
|  | \| \| Ruppiaceae \| \| \| \| \| \| Cymodoceaceae \| \| \| \| |
|  |                                                              |
|  | Ruppiaceae                                                   |
|  |                                                              |
|  | Cymodoceaceae                                                |
|  |                                                              |

|  | Ruppiaceae    |
|  |               |
|  | Cymodoceaceae |
|  |               |

|  | Zosteraceae      |
|  |                  |
|  | Potamogetonaceae |
|  |                  |

|  | Posidoniaceae                                                |
|  |                                                              |
|  | \| \| Ruppiaceae \| \| \| \| \| \| Cymodoceaceae \| \| \| \| |
|  |                                                              |
|  | Ruppiaceae                                                   |
|  |                                                              |
|  | Cymodoceaceae                                                |
|  |                                                              |

|  | Ruppiaceae    |
|  |               |
|  | Cymodoceaceae |
|  |               |

|  | Zosteraceae      |
|  |                  |
|  | Potamogetonaceae |
|  |                  |

|  | Posidoniaceae                                                |
|  |                                                              |
|  | \| \| Ruppiaceae \| \| \| \| \| \| Cymodoceaceae \| \| \| \| |
|  |                                                              |
|  | Ruppiaceae                                                   |
|  |                                                              |
|  | Cymodoceaceae                                                |
|  |                                                              |

|  | Ruppiaceae    |
|  |               |
|  | Cymodoceaceae |
|  |               |

|  | Zosteraceae      |
|  |                  |
|  | Potamogetonaceae |
|  |                  |

|  | Posidoniaceae                                                |
|  |                                                              |
|  | \| \| Ruppiaceae \| \| \| \| \| \| Cymodoceaceae \| \| \| \| |
|  |                                                              |
|  | Ruppiaceae                                                   |
|  |                                                              |
|  | Cymodoceaceae                                                |
|  |                                                              |

|  | Ruppiaceae    |
|  |               |
|  | Cymodoceaceae |
|  |               |

|  | Zosteraceae      |
|  |                  |
|  | Potamogetonaceae |
|  |                  |

|  | Posidoniaceae                                                |
|  |                                                              |
|  | \| \| Ruppiaceae \| \| \| \| \| \| Cymodoceaceae \| \| \| \| |
|  |                                                              |
|  | Ruppiaceae                                                   |
|  |                                                              |
|  | Cymodoceaceae                                                |
|  |                                                              |

|  | Ruppiaceae    |
|  |               |
|  | Cymodoceaceae |
|  |               |

|  | Zosteraceae      |
|  |                  |
|  | Potamogetonaceae |
|  |                  |

|  | Posidoniaceae                                                |
|  |                                                              |
|  | \| \| Ruppiaceae \| \| \| \| \| \| Cymodoceaceae \| \| \| \| |
|  |                                                              |
|  | Ruppiaceae                                                   |
|  |                                                              |
|  | Cymodoceaceae                                                |
|  |                                                              |

|  | Ruppiaceae    |
|  |               |
|  | Cymodoceaceae |
|  |               |

|  | Zosteraceae      |
|  |                  |
|  | Potamogetonaceae |
|  |                  |

|  | Hydrocharitaceae |
|  |                  |
|  | Butomaceae       |
|  |                  |

| Alismataceae s.l. | \| \| Alismataceae s.s. \| \| \| \| \| \| Limnocharitaceae \| \| \| \| |
|                   | \| \| Alismataceae s.s. \| \| \| \| \| \| Limnocharitaceae \| \| \| \| |
|                   | Alismataceae s.s.                                                      |
|                   |                                                                        |
|                   | Limnocharitaceae                                                       |
|                   |                                                                        |

|  | Alismataceae s.s. |
|  |                   |
|  | Limnocharitaceae  |
|  |                   |

|  | Hydrocharitaceae |
|  |                  |
|  | Butomaceae       |
|  |                  |

| Alismataceae s.l. | \| \| Alismataceae s.s. \| \| \| \| \| \| Limnocharitaceae \| \| \| \| |
|                   | \| \| Alismataceae s.s. \| \| \| \| \| \| Limnocharitaceae \| \| \| \| |
|                   | Alismataceae s.s.                                                      |
|                   |                                                                        |
|                   | Limnocharitaceae                                                       |
|                   |                                                                        |

|  | Alismataceae s.s. |
|  |                   |
|  | Limnocharitaceae  |
|  |                   |

|  | Posidoniaceae                                                |
|  |                                                              |
|  | \| \| Ruppiaceae \| \| \| \| \| \| Cymodoceaceae \| \| \| \| |
|  |                                                              |
|  | Ruppiaceae                                                   |
|  |                                                              |
|  | Cymodoceaceae                                                |
|  |                                                              |

|  | Ruppiaceae    |
|  |               |
|  | Cymodoceaceae |
|  |               |

|  | Zosteraceae      |
|  |                  |
|  | Potamogetonaceae |
|  |                  |

|  | Posidoniaceae                                                |
|  |                                                              |
|  | \| \| Ruppiaceae \| \| \| \| \| \| Cymodoceaceae \| \| \| \| |
|  |                                                              |
|  | Ruppiaceae                                                   |
|  |                                                              |
|  | Cymodoceaceae                                                |
|  |                                                              |

|  | Ruppiaceae    |
|  |               |
|  | Cymodoceaceae |
|  |               |

|  | Zosteraceae      |
|  |                  |
|  | Potamogetonaceae |
|  |                  |

|  | Posidoniaceae                                                |
|  |                                                              |
|  | \| \| Ruppiaceae \| \| \| \| \| \| Cymodoceaceae \| \| \| \| |
|  |                                                              |
|  | Ruppiaceae                                                   |
|  |                                                              |
|  | Cymodoceaceae                                                |
|  |                                                              |

|  | Ruppiaceae    |
|  |               |
|  | Cymodoceaceae |
|  |               |

|  | Zosteraceae      |
|  |                  |
|  | Potamogetonaceae |
|  |                  |

|  | Posidoniaceae                                                |
|  |                                                              |
|  | \| \| Ruppiaceae \| \| \| \| \| \| Cymodoceaceae \| \| \| \| |
|  |                                                              |
|  | Ruppiaceae                                                   |
|  |                                                              |
|  | Cymodoceaceae                                                |
|  |                                                              |

|  | Ruppiaceae    |
|  |               |
|  | Cymodoceaceae |
|  |               |

|  | Zosteraceae      |
|  |                  |
|  | Potamogetonaceae |
|  |                  |

|  | Posidoniaceae                                                |
|  |                                                              |
|  | \| \| Ruppiaceae \| \| \| \| \| \| Cymodoceaceae \| \| \| \| |
|  |                                                              |
|  | Ruppiaceae                                                   |
|  |                                                              |
|  | Cymodoceaceae                                                |
|  |                                                              |

|  | Ruppiaceae    |
|  |               |
|  | Cymodoceaceae |
|  |               |

|  | Zosteraceae      |
|  |                  |
|  | Potamogetonaceae |
|  |                  |

|  | Posidoniaceae                                                |
|  |                                                              |
|  | \| \| Ruppiaceae \| \| \| \| \| \| Cymodoceaceae \| \| \| \| |
|  |                                                              |
|  | Ruppiaceae                                                   |
|  |                                                              |
|  | Cymodoceaceae                                                |
|  |                                                              |

|  | Ruppiaceae    |
|  |               |
|  | Cymodoceaceae |
|  |               |

|  | Zosteraceae      |
|  |                  |
|  | Potamogetonaceae |
|  |                  |

|  | Posidoniaceae                                                |
|  |                                                              |
|  | \| \| Ruppiaceae \| \| \| \| \| \| Cymodoceaceae \| \| \| \| |
|  |                                                              |
|  | Ruppiaceae                                                   |
|  |                                                              |
|  | Cymodoceaceae                                                |
|  |                                                              |

|  | Ruppiaceae    |
|  |               |
|  | Cymodoceaceae |
|  |               |

|  | Zosteraceae      |
|  |                  |
|  | Potamogetonaceae |
|  |                  |

|  | Posidoniaceae                                                |
|  |                                                              |
|  | \| \| Ruppiaceae \| \| \| \| \| \| Cymodoceaceae \| \| \| \| |
|  |                                                              |
|  | Ruppiaceae                                                   |
|  |                                                              |
|  | Cymodoceaceae                                                |
|  |                                                              |

|  | Ruppiaceae    |
|  |               |
|  | Cymodoceaceae |
|  |               |

|  | Zosteraceae      |
|  |                  |
|  | Potamogetonaceae |
|  |                  |

|  | Posidoniaceae                                                |
|  |                                                              |
|  | \| \| Ruppiaceae \| \| \| \| \| \| Cymodoceaceae \| \| \| \| |
|  |                                                              |
|  | Ruppiaceae                                                   |
|  |                                                              |
|  | Cymodoceaceae                                                |
|  |                                                              |

|  | Ruppiaceae    |
|  |               |
|  | Cymodoceaceae |
|  |               |

|  | Zosteraceae      |
|  |                  |
|  | Potamogetonaceae |
|  |                  |

|  | Posidoniaceae                                                |
|  |                                                              |
|  | \| \| Ruppiaceae \| \| \| \| \| \| Cymodoceaceae \| \| \| \| |
|  |                                                              |
|  | Ruppiaceae                                                   |
|  |                                                              |
|  | Cymodoceaceae                                                |
|  |                                                              |

|  | Ruppiaceae    |
|  |               |
|  | Cymodoceaceae |
|  |               |

|  | Zosteraceae      |
|  |                  |
|  | Potamogetonaceae |
|  |                  |

|  | Posidoniaceae                                                |
|  |                                                              |
|  | \| \| Ruppiaceae \| \| \| \| \| \| Cymodoceaceae \| \| \| \| |
|  |                                                              |
|  | Ruppiaceae                                                   |
|  |                                                              |
|  | Cymodoceaceae                                                |
|  |                                                              |

|  | Ruppiaceae    |
|  |               |
|  | Cymodoceaceae |
|  |               |

|  | Zosteraceae      |
|  |                  |
|  | Potamogetonaceae |
|  |                  |

|  | Posidoniaceae                                                |
|  |                                                              |
|  | \| \| Ruppiaceae \| \| \| \| \| \| Cymodoceaceae \| \| \| \| |
|  |                                                              |
|  | Ruppiaceae                                                   |
|  |                                                              |
|  | Cymodoceaceae                                                |
|  |                                                              |

|  | Ruppiaceae    |
|  |               |
|  | Cymodoceaceae |
|  |               |

|  | Zosteraceae      |
|  |                  |
|  | Potamogetonaceae |
|  |                  |

|  | Posidoniaceae                                                |
|  |                                                              |
|  | \| \| Ruppiaceae \| \| \| \| \| \| Cymodoceaceae \| \| \| \| |
|  |                                                              |
|  | Ruppiaceae                                                   |
|  |                                                              |
|  | Cymodoceaceae                                                |
|  |                                                              |

|  | Ruppiaceae    |
|  |               |
|  | Cymodoceaceae |
|  |               |

|  | Zosteraceae      |
|  |                  |
|  | Potamogetonaceae |
|  |                  |

|  | Posidoniaceae                                                |
|  |                                                              |
|  | \| \| Ruppiaceae \| \| \| \| \| \| Cymodoceaceae \| \| \| \| |
|  |                                                              |
|  | Ruppiaceae                                                   |
|  |                                                              |
|  | Cymodoceaceae                                                |
|  |                                                              |

|  | Ruppiaceae    |
|  |               |
|  | Cymodoceaceae |
|  |               |

|  | Zosteraceae      |
|  |                  |
|  | Potamogetonaceae |
|  |                  |

|  | Posidoniaceae                                                |
|  |                                                              |
|  | \| \| Ruppiaceae \| \| \| \| \| \| Cymodoceaceae \| \| \| \| |
|  |                                                              |
|  | Ruppiaceae                                                   |
|  |                                                              |
|  | Cymodoceaceae                                                |
|  |                                                              |

|  | Ruppiaceae    |
|  |               |
|  | Cymodoceaceae |
|  |               |

|  | Zosteraceae      |
|  |                  |
|  | Potamogetonaceae |
|  |                  |

|  | Posidoniaceae                                                |
|  |                                                              |
|  | \| \| Ruppiaceae \| \| \| \| \| \| Cymodoceaceae \| \| \| \| |
|  |                                                              |
|  | Ruppiaceae                                                   |
|  |                                                              |
|  | Cymodoceaceae                                                |
|  |                                                              |

|  | Ruppiaceae    |
|  |               |
|  | Cymodoceaceae |
|  |               |

|  | Zosteraceae      |
|  |                  |
|  | Potamogetonaceae |
|  |                  |

|  | Posidoniaceae                                                |
|  |                                                              |
|  | \| \| Ruppiaceae \| \| \| \| \| \| Cymodoceaceae \| \| \| \| |
|  |                                                              |
|  | Ruppiaceae                                                   |
|  |                                                              |
|  | Cymodoceaceae                                                |
|  |                                                              |

|  | Ruppiaceae    |
|  |               |
|  | Cymodoceaceae |
|  |               |

|  | Zosteraceae      |
|  |                  |
|  | Potamogetonaceae |
|  |                  |

|  | Posidoniaceae                                                |
|  |                                                              |
|  | \| \| Ruppiaceae \| \| \| \| \| \| Cymodoceaceae \| \| \| \| |
|  |                                                              |
|  | Ruppiaceae                                                   |
|  |                                                              |
|  | Cymodoceaceae                                                |
|  |                                                              |

|  | Ruppiaceae    |
|  |               |
|  | Cymodoceaceae |
|  |               |

|  | Zosteraceae      |
|  |                  |
|  | Potamogetonaceae |
|  |                  |

|  | Posidoniaceae                                                |
|  |                                                              |
|  | \| \| Ruppiaceae \| \| \| \| \| \| Cymodoceaceae \| \| \| \| |
|  |                                                              |
|  | Ruppiaceae                                                   |
|  |                                                              |
|  | Cymodoceaceae                                                |
|  |                                                              |

|  | Ruppiaceae    |
|  |               |
|  | Cymodoceaceae |
|  |               |

|  | Zosteraceae      |
|  |                  |
|  | Potamogetonaceae |
|  |                  |

|  | Posidoniaceae                                                |
|  |                                                              |
|  | \| \| Ruppiaceae \| \| \| \| \| \| Cymodoceaceae \| \| \| \| |
|  |                                                              |
|  | Ruppiaceae                                                   |
|  |                                                              |
|  | Cymodoceaceae                                                |
|  |                                                              |

|  | Ruppiaceae    |
|  |               |
|  | Cymodoceaceae |
|  |               |

|  | Zosteraceae      |
|  |                  |
|  | Potamogetonaceae |
|  |                  |

|  | Posidoniaceae                                                |
|  |                                                              |
|  | \| \| Ruppiaceae \| \| \| \| \| \| Cymodoceaceae \| \| \| \| |
|  |                                                              |
|  | Ruppiaceae                                                   |
|  |                                                              |
|  | Cymodoceaceae                                                |
|  |                                                              |

|  | Ruppiaceae    |
|  |               |
|  | Cymodoceaceae |
|  |               |

|  | Zosteraceae      |
|  |                  |
|  | Potamogetonaceae |
|  |                  |

|  | Posidoniaceae                                                |
|  |                                                              |
|  | \| \| Ruppiaceae \| \| \| \| \| \| Cymodoceaceae \| \| \| \| |
|  |                                                              |
|  | Ruppiaceae                                                   |
|  |                                                              |
|  | Cymodoceaceae                                                |
|  |                                                              |

|  | Ruppiaceae    |
|  |               |
|  | Cymodoceaceae |
|  |               |

|  | Zosteraceae      |
|  |                  |
|  | Potamogetonaceae |
|  |                  |

|  | Posidoniaceae                                                |
|  |                                                              |
|  | \| \| Ruppiaceae \| \| \| \| \| \| Cymodoceaceae \| \| \| \| |
|  |                                                              |
|  | Ruppiaceae                                                   |
|  |                                                              |
|  | Cymodoceaceae                                                |
|  |                                                              |

|  | Ruppiaceae    |
|  |               |
|  | Cymodoceaceae |
|  |               |

|  | Zosteraceae      |
|  |                  |
|  | Potamogetonaceae |
|  |                  |

|  | Posidoniaceae                                                |
|  |                                                              |
|  | \| \| Ruppiaceae \| \| \| \| \| \| Cymodoceaceae \| \| \| \| |
|  |                                                              |
|  | Ruppiaceae                                                   |
|  |                                                              |
|  | Cymodoceaceae                                                |
|  |                                                              |

|  | Ruppiaceae    |
|  |               |
|  | Cymodoceaceae |
|  |               |

|  | Zosteraceae      |
|  |                  |
|  | Potamogetonaceae |
|  |                  |

|  | Posidoniaceae                                                |
|  |                                                              |
|  | \| \| Ruppiaceae \| \| \| \| \| \| Cymodoceaceae \| \| \| \| |
|  |                                                              |
|  | Ruppiaceae                                                   |
|  |                                                              |
|  | Cymodoceaceae                                                |
|  |                                                              |

|  | Ruppiaceae    |
|  |               |
|  | Cymodoceaceae |
|  |               |

|  | Zosteraceae      |
|  |                  |
|  | Potamogetonaceae |
|  |                  |

|  | Posidoniaceae                                                |
|  |                                                              |
|  | \| \| Ruppiaceae \| \| \| \| \| \| Cymodoceaceae \| \| \| \| |
|  |                                                              |
|  | Ruppiaceae                                                   |
|  |                                                              |
|  | Cymodoceaceae                                                |
|  |                                                              |

|  | Ruppiaceae    |
|  |               |
|  | Cymodoceaceae |
|  |               |

|  | Zosteraceae      |
|  |                  |
|  | Potamogetonaceae |
|  |                  |

|  | Posidoniaceae                                                |
|  |                                                              |
|  | \| \| Ruppiaceae \| \| \| \| \| \| Cymodoceaceae \| \| \| \| |
|  |                                                              |
|  | Ruppiaceae                                                   |
|  |                                                              |
|  | Cymodoceaceae                                                |
|  |                                                              |

|  | Ruppiaceae    |
|  |               |
|  | Cymodoceaceae |
|  |               |

|  | Zosteraceae      |
|  |                  |
|  | Potamogetonaceae |
|  |                  |

|  | Posidoniaceae                                                |
|  |                                                              |
|  | \| \| Ruppiaceae \| \| \| \| \| \| Cymodoceaceae \| \| \| \| |
|  |                                                              |
|  | Ruppiaceae                                                   |
|  |                                                              |
|  | Cymodoceaceae                                                |
|  |                                                              |

|  | Ruppiaceae    |
|  |               |
|  | Cymodoceaceae |
|  |               |

|  | Zosteraceae      |
|  |                  |
|  | Potamogetonaceae |
|  |                  |

|  | Posidoniaceae                                                |
|  |                                                              |
|  | \| \| Ruppiaceae \| \| \| \| \| \| Cymodoceaceae \| \| \| \| |
|  |                                                              |
|  | Ruppiaceae                                                   |
|  |                                                              |
|  | Cymodoceaceae                                                |
|  |                                                              |

|  | Ruppiaceae    |
|  |               |
|  | Cymodoceaceae |
|  |               |

|  | Zosteraceae      |
|  |                  |
|  | Potamogetonaceae |
|  |                  |

|  | Posidoniaceae                                                |
|  |                                                              |
|  | \| \| Ruppiaceae \| \| \| \| \| \| Cymodoceaceae \| \| \| \| |
|  |                                                              |
|  | Ruppiaceae                                                   |
|  |                                                              |
|  | Cymodoceaceae                                                |
|  |                                                              |

|  | Ruppiaceae    |
|  |               |
|  | Cymodoceaceae |
|  |               |

|  | Zosteraceae      |
|  |                  |
|  | Potamogetonaceae |
|  |                  |

|  | Posidoniaceae                                                |
|  |                                                              |
|  | \| \| Ruppiaceae \| \| \| \| \| \| Cymodoceaceae \| \| \| \| |
|  |                                                              |
|  | Ruppiaceae                                                   |
|  |                                                              |
|  | Cymodoceaceae                                                |
|  |                                                              |

|  | Ruppiaceae    |
|  |               |
|  | Cymodoceaceae |
|  |               |

|  | Zosteraceae      |
|  |                  |
|  | Potamogetonaceae |
|  |                  |

|  | Posidoniaceae                                                |
|  |                                                              |
|  | \| \| Ruppiaceae \| \| \| \| \| \| Cymodoceaceae \| \| \| \| |
|  |                                                              |
|  | Ruppiaceae                                                   |
|  |                                                              |
|  | Cymodoceaceae                                                |
|  |                                                              |

|  | Ruppiaceae    |
|  |               |
|  | Cymodoceaceae |
|  |               |

|  | Zosteraceae      |
|  |                  |
|  | Potamogetonaceae |
|  |                  |

|  | Hydrocharitaceae |
|  |                  |
|  | Butomaceae       |
|  |                  |

| Alismataceae s.l. | \| \| Alismataceae s.s. \| \| \| \| \| \| Limnocharitaceae \| \| \| \| |
|                   | \| \| Alismataceae s.s. \| \| \| \| \| \| Limnocharitaceae \| \| \| \| |
|                   | Alismataceae s.s.                                                      |
|                   |                                                                        |
|                   | Limnocharitaceae                                                       |
|                   |                                                                        |

|  | Alismataceae s.s. |
|  |                   |
|  | Limnocharitaceae  |
|  |                   |

|  | Hydrocharitaceae |
|  |                  |
|  | Butomaceae       |
|  |                  |

| Alismataceae s.l. | \| \| Alismataceae s.s. \| \| \| \| \| \| Limnocharitaceae \| \| \| \| |
|                   | \| \| Alismataceae s.s. \| \| \| \| \| \| Limnocharitaceae \| \| \| \| |
|                   | Alismataceae s.s.                                                      |
|                   |                                                                        |
|                   | Limnocharitaceae                                                       |
|                   |                                                                        |

|  | Alismataceae s.s. |
|  |                   |
|  | Limnocharitaceae  |
|  |                   |

|  | Posidoniaceae                                                |
|  |                                                              |
|  | \| \| Ruppiaceae \| \| \| \| \| \| Cymodoceaceae \| \| \| \| |
|  |                                                              |
|  | Ruppiaceae                                                   |
|  |                                                              |
|  | Cymodoceaceae                                                |
|  |                                                              |

|  | Ruppiaceae    |
|  |               |
|  | Cymodoceaceae |
|  |               |

|  | Zosteraceae      |
|  |                  |
|  | Potamogetonaceae |
|  |                  |

|  | Posidoniaceae                                                |
|  |                                                              |
|  | \| \| Ruppiaceae \| \| \| \| \| \| Cymodoceaceae \| \| \| \| |
|  |                                                              |
|  | Ruppiaceae                                                   |
|  |                                                              |
|  | Cymodoceaceae                                                |
|  |                                                              |

|  | Ruppiaceae    |
|  |               |
|  | Cymodoceaceae |
|  |               |

|  | Zosteraceae      |
|  |                  |
|  | Potamogetonaceae |
|  |                  |

|  | Posidoniaceae                                                |
|  |                                                              |
|  | \| \| Ruppiaceae \| \| \| \| \| \| Cymodoceaceae \| \| \| \| |
|  |                                                              |
|  | Ruppiaceae                                                   |
|  |                                                              |
|  | Cymodoceaceae                                                |
|  |                                                              |

|  | Ruppiaceae    |
|  |               |
|  | Cymodoceaceae |
|  |               |

|  | Zosteraceae      |
|  |                  |
|  | Potamogetonaceae |
|  |                  |

|  | Posidoniaceae                                                |
|  |                                                              |
|  | \| \| Ruppiaceae \| \| \| \| \| \| Cymodoceaceae \| \| \| \| |
|  |                                                              |
|  | Ruppiaceae                                                   |
|  |                                                              |
|  | Cymodoceaceae                                                |
|  |                                                              |

|  | Ruppiaceae    |
|  |               |
|  | Cymodoceaceae |
|  |               |

|  | Zosteraceae      |
|  |                  |
|  | Potamogetonaceae |
|  |                  |

|  | Posidoniaceae                                                |
|  |                                                              |
|  | \| \| Ruppiaceae \| \| \| \| \| \| Cymodoceaceae \| \| \| \| |
|  |                                                              |
|  | Ruppiaceae                                                   |
|  |                                                              |
|  | Cymodoceaceae                                                |
|  |                                                              |

|  | Ruppiaceae    |
|  |               |
|  | Cymodoceaceae |
|  |               |

|  | Zosteraceae      |
|  |                  |
|  | Potamogetonaceae |
|  |                  |

|  | Posidoniaceae                                                |
|  |                                                              |
|  | \| \| Ruppiaceae \| \| \| \| \| \| Cymodoceaceae \| \| \| \| |
|  |                                                              |
|  | Ruppiaceae                                                   |
|  |                                                              |
|  | Cymodoceaceae                                                |
|  |                                                              |

|  | Ruppiaceae    |
|  |               |
|  | Cymodoceaceae |
|  |               |

|  | Zosteraceae      |
|  |                  |
|  | Potamogetonaceae |
|  |                  |

|  | Posidoniaceae                                                |
|  |                                                              |
|  | \| \| Ruppiaceae \| \| \| \| \| \| Cymodoceaceae \| \| \| \| |
|  |                                                              |
|  | Ruppiaceae                                                   |
|  |                                                              |
|  | Cymodoceaceae                                                |
|  |                                                              |

|  | Ruppiaceae    |
|  |               |
|  | Cymodoceaceae |
|  |               |

|  | Zosteraceae      |
|  |                  |
|  | Potamogetonaceae |
|  |                  |

|  | Posidoniaceae                                                |
|  |                                                              |
|  | \| \| Ruppiaceae \| \| \| \| \| \| Cymodoceaceae \| \| \| \| |
|  |                                                              |
|  | Ruppiaceae                                                   |
|  |                                                              |
|  | Cymodoceaceae                                                |
|  |                                                              |

|  | Ruppiaceae    |
|  |               |
|  | Cymodoceaceae |
|  |               |

|  | Zosteraceae      |
|  |                  |
|  | Potamogetonaceae |
|  |                  |

|  | Posidoniaceae                                                |
|  |                                                              |
|  | \| \| Ruppiaceae \| \| \| \| \| \| Cymodoceaceae \| \| \| \| |
|  |                                                              |
|  | Ruppiaceae                                                   |
|  |                                                              |
|  | Cymodoceaceae                                                |
|  |                                                              |

|  | Ruppiaceae    |
|  |               |
|  | Cymodoceaceae |
|  |               |

|  | Zosteraceae      |
|  |                  |
|  | Potamogetonaceae |
|  |                  |

|  | Posidoniaceae                                                |
|  |                                                              |
|  | \| \| Ruppiaceae \| \| \| \| \| \| Cymodoceaceae \| \| \| \| |
|  |                                                              |
|  | Ruppiaceae                                                   |
|  |                                                              |
|  | Cymodoceaceae                                                |
|  |                                                              |

|  | Ruppiaceae    |
|  |               |
|  | Cymodoceaceae |
|  |               |

|  | Zosteraceae      |
|  |                  |
|  | Potamogetonaceae |
|  |                  |

|  | Posidoniaceae                                                |
|  |                                                              |
|  | \| \| Ruppiaceae \| \| \| \| \| \| Cymodoceaceae \| \| \| \| |
|  |                                                              |
|  | Ruppiaceae                                                   |
|  |                                                              |
|  | Cymodoceaceae                                                |
|  |                                                              |

|  | Ruppiaceae    |
|  |               |
|  | Cymodoceaceae |
|  |               |

|  | Zosteraceae      |
|  |                  |
|  | Potamogetonaceae |
|  |                  |

|  | Posidoniaceae                                                |
|  |                                                              |
|  | \| \| Ruppiaceae \| \| \| \| \| \| Cymodoceaceae \| \| \| \| |
|  |                                                              |
|  | Ruppiaceae                                                   |
|  |                                                              |
|  | Cymodoceaceae                                                |
|  |                                                              |

|  | Ruppiaceae    |
|  |               |
|  | Cymodoceaceae |
|  |               |

|  | Zosteraceae      |
|  |                  |
|  | Potamogetonaceae |
|  |                  |

|  | Posidoniaceae                                                |
|  |                                                              |
|  | \| \| Ruppiaceae \| \| \| \| \| \| Cymodoceaceae \| \| \| \| |
|  |                                                              |
|  | Ruppiaceae                                                   |
|  |                                                              |
|  | Cymodoceaceae                                                |
|  |                                                              |

|  | Ruppiaceae    |
|  |               |
|  | Cymodoceaceae |
|  |               |

|  | Zosteraceae      |
|  |                  |
|  | Potamogetonaceae |
|  |                  |

|  | Posidoniaceae                                                |
|  |                                                              |
|  | \| \| Ruppiaceae \| \| \| \| \| \| Cymodoceaceae \| \| \| \| |
|  |                                                              |
|  | Ruppiaceae                                                   |
|  |                                                              |
|  | Cymodoceaceae                                                |
|  |                                                              |

|  | Ruppiaceae    |
|  |               |
|  | Cymodoceaceae |
|  |               |

|  | Zosteraceae      |
|  |                  |
|  | Potamogetonaceae |
|  |                  |

|  | Posidoniaceae                                                |
|  |                                                              |
|  | \| \| Ruppiaceae \| \| \| \| \| \| Cymodoceaceae \| \| \| \| |
|  |                                                              |
|  | Ruppiaceae                                                   |
|  |                                                              |
|  | Cymodoceaceae                                                |
|  |                                                              |

|  | Ruppiaceae    |
|  |               |
|  | Cymodoceaceae |
|  |               |

|  | Zosteraceae      |
|  |                  |
|  | Potamogetonaceae |
|  |                  |

|  | Posidoniaceae                                                |
|  |                                                              |
|  | \| \| Ruppiaceae \| \| \| \| \| \| Cymodoceaceae \| \| \| \| |
|  |                                                              |
|  | Ruppiaceae                                                   |
|  |                                                              |
|  | Cymodoceaceae                                                |
|  |                                                              |

|  | Ruppiaceae    |
|  |               |
|  | Cymodoceaceae |
|  |               |

|  | Zosteraceae      |
|  |                  |
|  | Potamogetonaceae |
|  |                  |

|  | Posidoniaceae                                                |
|  |                                                              |
|  | \| \| Ruppiaceae \| \| \| \| \| \| Cymodoceaceae \| \| \| \| |
|  |                                                              |
|  | Ruppiaceae                                                   |
|  |                                                              |
|  | Cymodoceaceae                                                |
|  |                                                              |

|  | Ruppiaceae    |
|  |               |
|  | Cymodoceaceae |
|  |               |

|  | Zosteraceae      |
|  |                  |
|  | Potamogetonaceae |
|  |                  |

|  | Posidoniaceae                                                |
|  |                                                              |
|  | \| \| Ruppiaceae \| \| \| \| \| \| Cymodoceaceae \| \| \| \| |
|  |                                                              |
|  | Ruppiaceae                                                   |
|  |                                                              |
|  | Cymodoceaceae                                                |
|  |                                                              |

|  | Ruppiaceae    |
|  |               |
|  | Cymodoceaceae |
|  |               |

|  | Zosteraceae      |
|  |                  |
|  | Potamogetonaceae |
|  |                  |

|  | Posidoniaceae                                                |
|  |                                                              |
|  | \| \| Ruppiaceae \| \| \| \| \| \| Cymodoceaceae \| \| \| \| |
|  |                                                              |
|  | Ruppiaceae                                                   |
|  |                                                              |
|  | Cymodoceaceae                                                |
|  |                                                              |

|  | Ruppiaceae    |
|  |               |
|  | Cymodoceaceae |
|  |               |

|  | Zosteraceae      |
|  |                  |
|  | Potamogetonaceae |
|  |                  |

|  | Posidoniaceae                                                |
|  |                                                              |
|  | \| \| Ruppiaceae \| \| \| \| \| \| Cymodoceaceae \| \| \| \| |
|  |                                                              |
|  | Ruppiaceae                                                   |
|  |                                                              |
|  | Cymodoceaceae                                                |
|  |                                                              |

|  | Ruppiaceae    |
|  |               |
|  | Cymodoceaceae |
|  |               |

|  | Zosteraceae      |
|  |                  |
|  | Potamogetonaceae |
|  |                  |

|  | Posidoniaceae                                                |
|  |                                                              |
|  | \| \| Ruppiaceae \| \| \| \| \| \| Cymodoceaceae \| \| \| \| |
|  |                                                              |
|  | Ruppiaceae                                                   |
|  |                                                              |
|  | Cymodoceaceae                                                |
|  |                                                              |

|  | Ruppiaceae    |
|  |               |
|  | Cymodoceaceae |
|  |               |

|  | Zosteraceae      |
|  |                  |
|  | Potamogetonaceae |
|  |                  |

|  | Posidoniaceae                                                |
|  |                                                              |
|  | \| \| Ruppiaceae \| \| \| \| \| \| Cymodoceaceae \| \| \| \| |
|  |                                                              |
|  | Ruppiaceae                                                   |
|  |                                                              |
|  | Cymodoceaceae                                                |
|  |                                                              |

|  | Ruppiaceae    |
|  |               |
|  | Cymodoceaceae |
|  |               |

|  | Zosteraceae      |
|  |                  |
|  | Potamogetonaceae |
|  |                  |

|  | Posidoniaceae                                                |
|  |                                                              |
|  | \| \| Ruppiaceae \| \| \| \| \| \| Cymodoceaceae \| \| \| \| |
|  |                                                              |
|  | Ruppiaceae                                                   |
|  |                                                              |
|  | Cymodoceaceae                                                |
|  |                                                              |

|  | Ruppiaceae    |
|  |               |
|  | Cymodoceaceae |
|  |               |

|  | Zosteraceae      |
|  |                  |
|  | Potamogetonaceae |
|  |                  |

|  | Posidoniaceae                                                |
|  |                                                              |
|  | \| \| Ruppiaceae \| \| \| \| \| \| Cymodoceaceae \| \| \| \| |
|  |                                                              |
|  | Ruppiaceae                                                   |
|  |                                                              |
|  | Cymodoceaceae                                                |
|  |                                                              |

|  | Ruppiaceae    |
|  |               |
|  | Cymodoceaceae |
|  |               |

|  | Zosteraceae      |
|  |                  |
|  | Potamogetonaceae |
|  |                  |

|  | Posidoniaceae                                                |
|  |                                                              |
|  | \| \| Ruppiaceae \| \| \| \| \| \| Cymodoceaceae \| \| \| \| |
|  |                                                              |
|  | Ruppiaceae                                                   |
|  |                                                              |
|  | Cymodoceaceae                                                |
|  |                                                              |

|  | Ruppiaceae    |
|  |               |
|  | Cymodoceaceae |
|  |               |

|  | Zosteraceae      |
|  |                  |
|  | Potamogetonaceae |
|  |                  |

|  | Posidoniaceae                                                |
|  |                                                              |
|  | \| \| Ruppiaceae \| \| \| \| \| \| Cymodoceaceae \| \| \| \| |
|  |                                                              |
|  | Ruppiaceae                                                   |
|  |                                                              |
|  | Cymodoceaceae                                                |
|  |                                                              |

|  | Ruppiaceae    |
|  |               |
|  | Cymodoceaceae |
|  |               |

|  | Zosteraceae      |
|  |                  |
|  | Potamogetonaceae |
|  |                  |

|  | Posidoniaceae                                                |
|  |                                                              |
|  | \| \| Ruppiaceae \| \| \| \| \| \| Cymodoceaceae \| \| \| \| |
|  |                                                              |
|  | Ruppiaceae                                                   |
|  |                                                              |
|  | Cymodoceaceae                                                |
|  |                                                              |

|  | Ruppiaceae    |
|  |               |
|  | Cymodoceaceae |
|  |               |

|  | Zosteraceae      |
|  |                  |
|  | Potamogetonaceae |
|  |                  |

|  | Posidoniaceae                                                |
|  |                                                              |
|  | \| \| Ruppiaceae \| \| \| \| \| \| Cymodoceaceae \| \| \| \| |
|  |                                                              |
|  | Ruppiaceae                                                   |
|  |                                                              |
|  | Cymodoceaceae                                                |
|  |                                                              |

|  | Ruppiaceae    |
|  |               |
|  | Cymodoceaceae |
|  |               |

|  | Zosteraceae      |
|  |                  |
|  | Potamogetonaceae |
|  |                  |

|  | Posidoniaceae                                                |
|  |                                                              |
|  | \| \| Ruppiaceae \| \| \| \| \| \| Cymodoceaceae \| \| \| \| |
|  |                                                              |
|  | Ruppiaceae                                                   |
|  |                                                              |
|  | Cymodoceaceae                                                |
|  |                                                              |

|  | Ruppiaceae    |
|  |               |
|  | Cymodoceaceae |
|  |               |

|  | Zosteraceae      |
|  |                  |
|  | Potamogetonaceae |
|  |                  |

|  | Posidoniaceae                                                |
|  |                                                              |
|  | \| \| Ruppiaceae \| \| \| \| \| \| Cymodoceaceae \| \| \| \| |
|  |                                                              |
|  | Ruppiaceae                                                   |
|  |                                                              |
|  | Cymodoceaceae                                                |
|  |                                                              |

|  | Ruppiaceae    |
|  |               |
|  | Cymodoceaceae |
|  |               |

|  | Zosteraceae      |
|  |                  |
|  | Potamogetonaceae |
|  |                  |

|  | Posidoniaceae                                                |
|  |                                                              |
|  | \| \| Ruppiaceae \| \| \| \| \| \| Cymodoceaceae \| \| \| \| |
|  |                                                              |
|  | Ruppiaceae                                                   |
|  |                                                              |
|  | Cymodoceaceae                                                |
|  |                                                              |

|  | Ruppiaceae    |
|  |               |
|  | Cymodoceaceae |
|  |               |

|  | Zosteraceae      |
|  |                  |
|  | Potamogetonaceae |
|  |                  |

|  | Posidoniaceae                                                |
|  |                                                              |
|  | \| \| Ruppiaceae \| \| \| \| \| \| Cymodoceaceae \| \| \| \| |
|  |                                                              |
|  | Ruppiaceae                                                   |
|  |                                                              |
|  | Cymodoceaceae                                                |
|  |                                                              |

|  | Ruppiaceae    |
|  |               |
|  | Cymodoceaceae |
|  |               |

|  | Zosteraceae      |
|  |                  |
|  | Potamogetonaceae |
|  |                  |

|  | Hydrocharitaceae |
|  |                  |
|  | Butomaceae       |
|  |                  |

| Alismataceae s.l. | \| \| Alismataceae s.s. \| \| \| \| \| \| Limnocharitaceae \| \| \| \| |
|                   | \| \| Alismataceae s.s. \| \| \| \| \| \| Limnocharitaceae \| \| \| \| |
|                   | Alismataceae s.s.                                                      |
|                   |                                                                        |
|                   | Limnocharitaceae                                                       |
|                   |                                                                        |

|  | Alismataceae s.s. |
|  |                   |
|  | Limnocharitaceae  |
|  |                   |

|  | Hydrocharitaceae |
|  |                  |
|  | Butomaceae       |
|  |                  |

| Alismataceae s.l. | \| \| Alismataceae s.s. \| \| \| \| \| \| Limnocharitaceae \| \| \| \| |
|                   | \| \| Alismataceae s.s. \| \| \| \| \| \| Limnocharitaceae \| \| \| \| |
|                   | Alismataceae s.s.                                                      |
|                   |                                                                        |
|                   | Limnocharitaceae                                                       |
|                   |                                                                        |

|  | Alismataceae s.s. |
|  |                   |
|  | Limnocharitaceae  |
|  |                   |

|  | Posidoniaceae                                                |
|  |                                                              |
|  | \| \| Ruppiaceae \| \| \| \| \| \| Cymodoceaceae \| \| \| \| |
|  |                                                              |
|  | Ruppiaceae                                                   |
|  |                                                              |
|  | Cymodoceaceae                                                |
|  |                                                              |

|  | Ruppiaceae    |
|  |               |
|  | Cymodoceaceae |
|  |               |

|  | Zosteraceae      |
|  |                  |
|  | Potamogetonaceae |
|  |                  |

|  | Posidoniaceae                                                |
|  |                                                              |
|  | \| \| Ruppiaceae \| \| \| \| \| \| Cymodoceaceae \| \| \| \| |
|  |                                                              |
|  | Ruppiaceae                                                   |
|  |                                                              |
|  | Cymodoceaceae                                                |
|  |                                                              |

|  | Ruppiaceae    |
|  |               |
|  | Cymodoceaceae |
|  |               |

|  | Zosteraceae      |
|  |                  |
|  | Potamogetonaceae |
|  |                  |

|  | Posidoniaceae                                                |
|  |                                                              |
|  | \| \| Ruppiaceae \| \| \| \| \| \| Cymodoceaceae \| \| \| \| |
|  |                                                              |
|  | Ruppiaceae                                                   |
|  |                                                              |
|  | Cymodoceaceae                                                |
|  |                                                              |

|  | Ruppiaceae    |
|  |               |
|  | Cymodoceaceae |
|  |               |

|  | Zosteraceae      |
|  |                  |
|  | Potamogetonaceae |
|  |                  |

|  | Posidoniaceae                                                |
|  |                                                              |
|  | \| \| Ruppiaceae \| \| \| \| \| \| Cymodoceaceae \| \| \| \| |
|  |                                                              |
|  | Ruppiaceae                                                   |
|  |                                                              |
|  | Cymodoceaceae                                                |
|  |                                                              |

|  | Ruppiaceae    |
|  |               |
|  | Cymodoceaceae |
|  |               |

|  | Zosteraceae      |
|  |                  |
|  | Potamogetonaceae |
|  |                  |

|  | Posidoniaceae                                                |
|  |                                                              |
|  | \| \| Ruppiaceae \| \| \| \| \| \| Cymodoceaceae \| \| \| \| |
|  |                                                              |
|  | Ruppiaceae                                                   |
|  |                                                              |
|  | Cymodoceaceae                                                |
|  |                                                              |

|  | Ruppiaceae    |
|  |               |
|  | Cymodoceaceae |
|  |               |

|  | Zosteraceae      |
|  |                  |
|  | Potamogetonaceae |
|  |                  |

|  | Posidoniaceae                                                |
|  |                                                              |
|  | \| \| Ruppiaceae \| \| \| \| \| \| Cymodoceaceae \| \| \| \| |
|  |                                                              |
|  | Ruppiaceae                                                   |
|  |                                                              |
|  | Cymodoceaceae                                                |
|  |                                                              |

|  | Ruppiaceae    |
|  |               |
|  | Cymodoceaceae |
|  |               |

|  | Zosteraceae      |
|  |                  |
|  | Potamogetonaceae |
|  |                  |

|  | Posidoniaceae                                                |
|  |                                                              |
|  | \| \| Ruppiaceae \| \| \| \| \| \| Cymodoceaceae \| \| \| \| |
|  |                                                              |
|  | Ruppiaceae                                                   |
|  |                                                              |
|  | Cymodoceaceae                                                |
|  |                                                              |

|  | Ruppiaceae    |
|  |               |
|  | Cymodoceaceae |
|  |               |

|  | Zosteraceae      |
|  |                  |
|  | Potamogetonaceae |
|  |                  |

|  | Posidoniaceae                                                |
|  |                                                              |
|  | \| \| Ruppiaceae \| \| \| \| \| \| Cymodoceaceae \| \| \| \| |
|  |                                                              |
|  | Ruppiaceae                                                   |
|  |                                                              |
|  | Cymodoceaceae                                                |
|  |                                                              |

|  | Ruppiaceae    |
|  |               |
|  | Cymodoceaceae |
|  |               |

|  | Zosteraceae      |
|  |                  |
|  | Potamogetonaceae |
|  |                  |

|  | Posidoniaceae                                                |
|  |                                                              |
|  | \| \| Ruppiaceae \| \| \| \| \| \| Cymodoceaceae \| \| \| \| |
|  |                                                              |
|  | Ruppiaceae                                                   |
|  |                                                              |
|  | Cymodoceaceae                                                |
|  |                                                              |

|  | Ruppiaceae    |
|  |               |
|  | Cymodoceaceae |
|  |               |

|  | Zosteraceae      |
|  |                  |
|  | Potamogetonaceae |
|  |                  |

|  | Posidoniaceae                                                |
|  |                                                              |
|  | \| \| Ruppiaceae \| \| \| \| \| \| Cymodoceaceae \| \| \| \| |
|  |                                                              |
|  | Ruppiaceae                                                   |
|  |                                                              |
|  | Cymodoceaceae                                                |
|  |                                                              |

|  | Ruppiaceae    |
|  |               |
|  | Cymodoceaceae |
|  |               |

|  | Zosteraceae      |
|  |                  |
|  | Potamogetonaceae |
|  |                  |

|  | Posidoniaceae                                                |
|  |                                                              |
|  | \| \| Ruppiaceae \| \| \| \| \| \| Cymodoceaceae \| \| \| \| |
|  |                                                              |
|  | Ruppiaceae                                                   |
|  |                                                              |
|  | Cymodoceaceae                                                |
|  |                                                              |

|  | Ruppiaceae    |
|  |               |
|  | Cymodoceaceae |
|  |               |

|  | Zosteraceae      |
|  |                  |
|  | Potamogetonaceae |
|  |                  |

|  | Posidoniaceae                                                |
|  |                                                              |
|  | \| \| Ruppiaceae \| \| \| \| \| \| Cymodoceaceae \| \| \| \| |
|  |                                                              |
|  | Ruppiaceae                                                   |
|  |                                                              |
|  | Cymodoceaceae                                                |
|  |                                                              |

|  | Ruppiaceae    |
|  |               |
|  | Cymodoceaceae |
|  |               |

|  | Zosteraceae      |
|  |                  |
|  | Potamogetonaceae |
|  |                  |

|  | Posidoniaceae                                                |
|  |                                                              |
|  | \| \| Ruppiaceae \| \| \| \| \| \| Cymodoceaceae \| \| \| \| |
|  |                                                              |
|  | Ruppiaceae                                                   |
|  |                                                              |
|  | Cymodoceaceae                                                |
|  |                                                              |

|  | Ruppiaceae    |
|  |               |
|  | Cymodoceaceae |
|  |               |

|  | Zosteraceae      |
|  |                  |
|  | Potamogetonaceae |
|  |                  |

|  | Posidoniaceae                                                |
|  |                                                              |
|  | \| \| Ruppiaceae \| \| \| \| \| \| Cymodoceaceae \| \| \| \| |
|  |                                                              |
|  | Ruppiaceae                                                   |
|  |                                                              |
|  | Cymodoceaceae                                                |
|  |                                                              |

|  | Ruppiaceae    |
|  |               |
|  | Cymodoceaceae |
|  |               |

|  | Zosteraceae      |
|  |                  |
|  | Potamogetonaceae |
|  |                  |

|  | Posidoniaceae                                                |
|  |                                                              |
|  | \| \| Ruppiaceae \| \| \| \| \| \| Cymodoceaceae \| \| \| \| |
|  |                                                              |
|  | Ruppiaceae                                                   |
|  |                                                              |
|  | Cymodoceaceae                                                |
|  |                                                              |

|  | Ruppiaceae    |
|  |               |
|  | Cymodoceaceae |
|  |               |

|  | Zosteraceae      |
|  |                  |
|  | Potamogetonaceae |
|  |                  |

|  | Posidoniaceae                                                |
|  |                                                              |
|  | \| \| Ruppiaceae \| \| \| \| \| \| Cymodoceaceae \| \| \| \| |
|  |                                                              |
|  | Ruppiaceae                                                   |
|  |                                                              |
|  | Cymodoceaceae                                                |
|  |                                                              |

|  | Ruppiaceae    |
|  |               |
|  | Cymodoceaceae |
|  |               |

|  | Zosteraceae      |
|  |                  |
|  | Potamogetonaceae |
|  |                  |

|  | Posidoniaceae                                                |
|  |                                                              |
|  | \| \| Ruppiaceae \| \| \| \| \| \| Cymodoceaceae \| \| \| \| |
|  |                                                              |
|  | Ruppiaceae                                                   |
|  |                                                              |
|  | Cymodoceaceae                                                |
|  |                                                              |

|  | Ruppiaceae    |
|  |               |
|  | Cymodoceaceae |
|  |               |

|  | Zosteraceae      |
|  |                  |
|  | Potamogetonaceae |
|  |                  |

|  | Posidoniaceae                                                |
|  |                                                              |
|  | \| \| Ruppiaceae \| \| \| \| \| \| Cymodoceaceae \| \| \| \| |
|  |                                                              |
|  | Ruppiaceae                                                   |
|  |                                                              |
|  | Cymodoceaceae                                                |
|  |                                                              |

|  | Ruppiaceae    |
|  |               |
|  | Cymodoceaceae |
|  |               |

|  | Zosteraceae      |
|  |                  |
|  | Potamogetonaceae |
|  |                  |

|  | Posidoniaceae                                                |
|  |                                                              |
|  | \| \| Ruppiaceae \| \| \| \| \| \| Cymodoceaceae \| \| \| \| |
|  |                                                              |
|  | Ruppiaceae                                                   |
|  |                                                              |
|  | Cymodoceaceae                                                |
|  |                                                              |

|  | Ruppiaceae    |
|  |               |
|  | Cymodoceaceae |
|  |               |

|  | Zosteraceae      |
|  |                  |
|  | Potamogetonaceae |
|  |                  |

|  | Posidoniaceae                                                |
|  |                                                              |
|  | \| \| Ruppiaceae \| \| \| \| \| \| Cymodoceaceae \| \| \| \| |
|  |                                                              |
|  | Ruppiaceae                                                   |
|  |                                                              |
|  | Cymodoceaceae                                                |
|  |                                                              |

|  | Ruppiaceae    |
|  |               |
|  | Cymodoceaceae |
|  |               |

|  | Zosteraceae      |
|  |                  |
|  | Potamogetonaceae |
|  |                  |

|  | Posidoniaceae                                                |
|  |                                                              |
|  | \| \| Ruppiaceae \| \| \| \| \| \| Cymodoceaceae \| \| \| \| |
|  |                                                              |
|  | Ruppiaceae                                                   |
|  |                                                              |
|  | Cymodoceaceae                                                |
|  |                                                              |

|  | Ruppiaceae    |
|  |               |
|  | Cymodoceaceae |
|  |               |

|  | Zosteraceae      |
|  |                  |
|  | Potamogetonaceae |
|  |                  |

|  | Posidoniaceae                                                |
|  |                                                              |
|  | \| \| Ruppiaceae \| \| \| \| \| \| Cymodoceaceae \| \| \| \| |
|  |                                                              |
|  | Ruppiaceae                                                   |
|  |                                                              |
|  | Cymodoceaceae                                                |
|  |                                                              |

|  | Ruppiaceae    |
|  |               |
|  | Cymodoceaceae |
|  |               |

|  | Zosteraceae      |
|  |                  |
|  | Potamogetonaceae |
|  |                  |

|  | Posidoniaceae                                                |
|  |                                                              |
|  | \| \| Ruppiaceae \| \| \| \| \| \| Cymodoceaceae \| \| \| \| |
|  |                                                              |
|  | Ruppiaceae                                                   |
|  |                                                              |
|  | Cymodoceaceae                                                |
|  |                                                              |

|  | Ruppiaceae    |
|  |               |
|  | Cymodoceaceae |
|  |               |

|  | Zosteraceae      |
|  |                  |
|  | Potamogetonaceae |
|  |                  |

|  | Posidoniaceae                                                |
|  |                                                              |
|  | \| \| Ruppiaceae \| \| \| \| \| \| Cymodoceaceae \| \| \| \| |
|  |                                                              |
|  | Ruppiaceae                                                   |
|  |                                                              |
|  | Cymodoceaceae                                                |
|  |                                                              |

|  | Ruppiaceae    |
|  |               |
|  | Cymodoceaceae |
|  |               |

|  | Zosteraceae      |
|  |                  |
|  | Potamogetonaceae |
|  |                  |

|  | Posidoniaceae                                                |
|  |                                                              |
|  | \| \| Ruppiaceae \| \| \| \| \| \| Cymodoceaceae \| \| \| \| |
|  |                                                              |
|  | Ruppiaceae                                                   |
|  |                                                              |
|  | Cymodoceaceae                                                |
|  |                                                              |

|  | Ruppiaceae    |
|  |               |
|  | Cymodoceaceae |
|  |               |

|  | Zosteraceae      |
|  |                  |
|  | Potamogetonaceae |
|  |                  |

|  | Posidoniaceae                                                |
|  |                                                              |
|  | \| \| Ruppiaceae \| \| \| \| \| \| Cymodoceaceae \| \| \| \| |
|  |                                                              |
|  | Ruppiaceae                                                   |
|  |                                                              |
|  | Cymodoceaceae                                                |
|  |                                                              |

|  | Ruppiaceae    |
|  |               |
|  | Cymodoceaceae |
|  |               |

|  | Zosteraceae      |
|  |                  |
|  | Potamogetonaceae |
|  |                  |

|  | Posidoniaceae                                                |
|  |                                                              |
|  | \| \| Ruppiaceae \| \| \| \| \| \| Cymodoceaceae \| \| \| \| |
|  |                                                              |
|  | Ruppiaceae                                                   |
|  |                                                              |
|  | Cymodoceaceae                                                |
|  |                                                              |

|  | Ruppiaceae    |
|  |               |
|  | Cymodoceaceae |
|  |               |

|  | Zosteraceae      |
|  |                  |
|  | Potamogetonaceae |
|  |                  |

|  | Posidoniaceae                                                |
|  |                                                              |
|  | \| \| Ruppiaceae \| \| \| \| \| \| Cymodoceaceae \| \| \| \| |
|  |                                                              |
|  | Ruppiaceae                                                   |
|  |                                                              |
|  | Cymodoceaceae                                                |
|  |                                                              |

|  | Ruppiaceae    |
|  |               |
|  | Cymodoceaceae |
|  |               |

|  | Zosteraceae      |
|  |                  |
|  | Potamogetonaceae |
|  |                  |

|  | Posidoniaceae                                                |
|  |                                                              |
|  | \| \| Ruppiaceae \| \| \| \| \| \| Cymodoceaceae \| \| \| \| |
|  |                                                              |
|  | Ruppiaceae                                                   |
|  |                                                              |
|  | Cymodoceaceae                                                |
|  |                                                              |

|  | Ruppiaceae    |
|  |               |
|  | Cymodoceaceae |
|  |               |

|  | Zosteraceae      |
|  |                  |
|  | Potamogetonaceae |
|  |                  |

|  | Posidoniaceae                                                |
|  |                                                              |
|  | \| \| Ruppiaceae \| \| \| \| \| \| Cymodoceaceae \| \| \| \| |
|  |                                                              |
|  | Ruppiaceae                                                   |
|  |                                                              |
|  | Cymodoceaceae                                                |
|  |                                                              |

|  | Ruppiaceae    |
|  |               |
|  | Cymodoceaceae |
|  |               |

|  | Zosteraceae      |
|  |                  |
|  | Potamogetonaceae |
|  |                  |

|  | Posidoniaceae                                                |
|  |                                                              |
|  | \| \| Ruppiaceae \| \| \| \| \| \| Cymodoceaceae \| \| \| \| |
|  |                                                              |
|  | Ruppiaceae                                                   |
|  |                                                              |
|  | Cymodoceaceae                                                |
|  |                                                              |

|  | Ruppiaceae    |
|  |               |
|  | Cymodoceaceae |
|  |               |

|  | Zosteraceae      |
|  |                  |
|  | Potamogetonaceae |
|  |                  |

|  | Posidoniaceae                                                |
|  |                                                              |
|  | \| \| Ruppiaceae \| \| \| \| \| \| Cymodoceaceae \| \| \| \| |
|  |                                                              |
|  | Ruppiaceae                                                   |
|  |                                                              |
|  | Cymodoceaceae                                                |
|  |                                                              |

|  | Ruppiaceae    |
|  |               |
|  | Cymodoceaceae |
|  |               |

|  | Zosteraceae      |
|  |                  |
|  | Potamogetonaceae |
|  |                  |

|  | Hydrocharitaceae |
|  |                  |
|  | Butomaceae       |
|  |                  |

| Alismataceae s.l. | \| \| Alismataceae s.s. \| \| \| \| \| \| Limnocharitaceae \| \| \| \| |
|                   | \| \| Alismataceae s.s. \| \| \| \| \| \| Limnocharitaceae \| \| \| \| |
|                   | Alismataceae s.s.                                                      |
|                   |                                                                        |
|                   | Limnocharitaceae                                                       |
|                   |                                                                        |

|  | Alismataceae s.s. |
|  |                   |
|  | Limnocharitaceae  |
|  |                   |

|  | Hydrocharitaceae |
|  |                  |
|  | Butomaceae       |
|  |                  |

| Alismataceae s.l. | \| \| Alismataceae s.s. \| \| \| \| \| \| Limnocharitaceae \| \| \| \| |
|                   | \| \| Alismataceae s.s. \| \| \| \| \| \| Limnocharitaceae \| \| \| \| |
|                   | Alismataceae s.s.                                                      |
|                   |                                                                        |
|                   | Limnocharitaceae                                                       |
|                   |                                                                        |

|  | Alismataceae s.s. |
|  |                   |
|  | Limnocharitaceae  |
|  |                   |

|  | Posidoniaceae                                                |
|  |                                                              |
|  | \| \| Ruppiaceae \| \| \| \| \| \| Cymodoceaceae \| \| \| \| |
|  |                                                              |
|  | Ruppiaceae                                                   |
|  |                                                              |
|  | Cymodoceaceae                                                |
|  |                                                              |

|  | Ruppiaceae    |
|  |               |
|  | Cymodoceaceae |
|  |               |

|  | Zosteraceae      |
|  |                  |
|  | Potamogetonaceae |
|  |                  |

|  | Posidoniaceae                                                |
|  |                                                              |
|  | \| \| Ruppiaceae \| \| \| \| \| \| Cymodoceaceae \| \| \| \| |
|  |                                                              |
|  | Ruppiaceae                                                   |
|  |                                                              |
|  | Cymodoceaceae                                                |
|  |                                                              |

|  | Ruppiaceae    |
|  |               |
|  | Cymodoceaceae |
|  |               |

|  | Zosteraceae      |
|  |                  |
|  | Potamogetonaceae |
|  |                  |

|  | Posidoniaceae                                                |
|  |                                                              |
|  | \| \| Ruppiaceae \| \| \| \| \| \| Cymodoceaceae \| \| \| \| |
|  |                                                              |
|  | Ruppiaceae                                                   |
|  |                                                              |
|  | Cymodoceaceae                                                |
|  |                                                              |

|  | Ruppiaceae    |
|  |               |
|  | Cymodoceaceae |
|  |               |

|  | Zosteraceae      |
|  |                  |
|  | Potamogetonaceae |
|  |                  |

|  | Posidoniaceae                                                |
|  |                                                              |
|  | \| \| Ruppiaceae \| \| \| \| \| \| Cymodoceaceae \| \| \| \| |
|  |                                                              |
|  | Ruppiaceae                                                   |
|  |                                                              |
|  | Cymodoceaceae                                                |
|  |                                                              |

|  | Ruppiaceae    |
|  |               |
|  | Cymodoceaceae |
|  |               |

|  | Zosteraceae      |
|  |                  |
|  | Potamogetonaceae |
|  |                  |

|  | Posidoniaceae                                                |
|  |                                                              |
|  | \| \| Ruppiaceae \| \| \| \| \| \| Cymodoceaceae \| \| \| \| |
|  |                                                              |
|  | Ruppiaceae                                                   |
|  |                                                              |
|  | Cymodoceaceae                                                |
|  |                                                              |

|  | Ruppiaceae    |
|  |               |
|  | Cymodoceaceae |
|  |               |

|  | Zosteraceae      |
|  |                  |
|  | Potamogetonaceae |
|  |                  |

|  | Posidoniaceae                                                |
|  |                                                              |
|  | \| \| Ruppiaceae \| \| \| \| \| \| Cymodoceaceae \| \| \| \| |
|  |                                                              |
|  | Ruppiaceae                                                   |
|  |                                                              |
|  | Cymodoceaceae                                                |
|  |                                                              |

|  | Ruppiaceae    |
|  |               |
|  | Cymodoceaceae |
|  |               |

|  | Zosteraceae      |
|  |                  |
|  | Potamogetonaceae |
|  |                  |

|  | Posidoniaceae                                                |
|  |                                                              |
|  | \| \| Ruppiaceae \| \| \| \| \| \| Cymodoceaceae \| \| \| \| |
|  |                                                              |
|  | Ruppiaceae                                                   |
|  |                                                              |
|  | Cymodoceaceae                                                |
|  |                                                              |

|  | Ruppiaceae    |
|  |               |
|  | Cymodoceaceae |
|  |               |

|  | Zosteraceae      |
|  |                  |
|  | Potamogetonaceae |
|  |                  |

|  | Posidoniaceae                                                |
|  |                                                              |
|  | \| \| Ruppiaceae \| \| \| \| \| \| Cymodoceaceae \| \| \| \| |
|  |                                                              |
|  | Ruppiaceae                                                   |
|  |                                                              |
|  | Cymodoceaceae                                                |
|  |                                                              |

|  | Ruppiaceae    |
|  |               |
|  | Cymodoceaceae |
|  |               |

|  | Zosteraceae      |
|  |                  |
|  | Potamogetonaceae |
|  |                  |

|  | Posidoniaceae                                                |
|  |                                                              |
|  | \| \| Ruppiaceae \| \| \| \| \| \| Cymodoceaceae \| \| \| \| |
|  |                                                              |
|  | Ruppiaceae                                                   |
|  |                                                              |
|  | Cymodoceaceae                                                |
|  |                                                              |

|  | Ruppiaceae    |
|  |               |
|  | Cymodoceaceae |
|  |               |

|  | Zosteraceae      |
|  |                  |
|  | Potamogetonaceae |
|  |                  |

|  | Posidoniaceae                                                |
|  |                                                              |
|  | \| \| Ruppiaceae \| \| \| \| \| \| Cymodoceaceae \| \| \| \| |
|  |                                                              |
|  | Ruppiaceae                                                   |
|  |                                                              |
|  | Cymodoceaceae                                                |
|  |                                                              |

|  | Ruppiaceae    |
|  |               |
|  | Cymodoceaceae |
|  |               |

|  | Zosteraceae      |
|  |                  |
|  | Potamogetonaceae |
|  |                  |

|  | Posidoniaceae                                                |
|  |                                                              |
|  | \| \| Ruppiaceae \| \| \| \| \| \| Cymodoceaceae \| \| \| \| |
|  |                                                              |
|  | Ruppiaceae                                                   |
|  |                                                              |
|  | Cymodoceaceae                                                |
|  |                                                              |

|  | Ruppiaceae    |
|  |               |
|  | Cymodoceaceae |
|  |               |

|  | Zosteraceae      |
|  |                  |
|  | Potamogetonaceae |
|  |                  |

|  | Posidoniaceae                                                |
|  |                                                              |
|  | \| \| Ruppiaceae \| \| \| \| \| \| Cymodoceaceae \| \| \| \| |
|  |                                                              |
|  | Ruppiaceae                                                   |
|  |                                                              |
|  | Cymodoceaceae                                                |
|  |                                                              |

|  | Ruppiaceae    |
|  |               |
|  | Cymodoceaceae |
|  |               |

|  | Zosteraceae      |
|  |                  |
|  | Potamogetonaceae |
|  |                  |

|  | Posidoniaceae                                                |
|  |                                                              |
|  | \| \| Ruppiaceae \| \| \| \| \| \| Cymodoceaceae \| \| \| \| |
|  |                                                              |
|  | Ruppiaceae                                                   |
|  |                                                              |
|  | Cymodoceaceae                                                |
|  |                                                              |

|  | Ruppiaceae    |
|  |               |
|  | Cymodoceaceae |
|  |               |

|  | Zosteraceae      |
|  |                  |
|  | Potamogetonaceae |
|  |                  |

|  | Posidoniaceae                                                |
|  |                                                              |
|  | \| \| Ruppiaceae \| \| \| \| \| \| Cymodoceaceae \| \| \| \| |
|  |                                                              |
|  | Ruppiaceae                                                   |
|  |                                                              |
|  | Cymodoceaceae                                                |
|  |                                                              |

|  | Ruppiaceae    |
|  |               |
|  | Cymodoceaceae |
|  |               |

|  | Zosteraceae      |
|  |                  |
|  | Potamogetonaceae |
|  |                  |

|  | Posidoniaceae                                                |
|  |                                                              |
|  | \| \| Ruppiaceae \| \| \| \| \| \| Cymodoceaceae \| \| \| \| |
|  |                                                              |
|  | Ruppiaceae                                                   |
|  |                                                              |
|  | Cymodoceaceae                                                |
|  |                                                              |

|  | Ruppiaceae    |
|  |               |
|  | Cymodoceaceae |
|  |               |

|  | Zosteraceae      |
|  |                  |
|  | Potamogetonaceae |
|  |                  |

|  | Posidoniaceae                                                |
|  |                                                              |
|  | \| \| Ruppiaceae \| \| \| \| \| \| Cymodoceaceae \| \| \| \| |
|  |                                                              |
|  | Ruppiaceae                                                   |
|  |                                                              |
|  | Cymodoceaceae                                                |
|  |                                                              |

|  | Ruppiaceae    |
|  |               |
|  | Cymodoceaceae |
|  |               |

|  | Zosteraceae      |
|  |                  |
|  | Potamogetonaceae |
|  |                  |

|  | Posidoniaceae                                                |
|  |                                                              |
|  | \| \| Ruppiaceae \| \| \| \| \| \| Cymodoceaceae \| \| \| \| |
|  |                                                              |
|  | Ruppiaceae                                                   |
|  |                                                              |
|  | Cymodoceaceae                                                |
|  |                                                              |

|  | Ruppiaceae    |
|  |               |
|  | Cymodoceaceae |
|  |               |

|  | Zosteraceae      |
|  |                  |
|  | Potamogetonaceae |
|  |                  |

|  | Posidoniaceae                                                |
|  |                                                              |
|  | \| \| Ruppiaceae \| \| \| \| \| \| Cymodoceaceae \| \| \| \| |
|  |                                                              |
|  | Ruppiaceae                                                   |
|  |                                                              |
|  | Cymodoceaceae                                                |
|  |                                                              |

|  | Ruppiaceae    |
|  |               |
|  | Cymodoceaceae |
|  |               |

|  | Zosteraceae      |
|  |                  |
|  | Potamogetonaceae |
|  |                  |

|  | Posidoniaceae                                                |
|  |                                                              |
|  | \| \| Ruppiaceae \| \| \| \| \| \| Cymodoceaceae \| \| \| \| |
|  |                                                              |
|  | Ruppiaceae                                                   |
|  |                                                              |
|  | Cymodoceaceae                                                |
|  |                                                              |

|  | Ruppiaceae    |
|  |               |
|  | Cymodoceaceae |
|  |               |

|  | Zosteraceae      |
|  |                  |
|  | Potamogetonaceae |
|  |                  |

|  | Posidoniaceae                                                |
|  |                                                              |
|  | \| \| Ruppiaceae \| \| \| \| \| \| Cymodoceaceae \| \| \| \| |
|  |                                                              |
|  | Ruppiaceae                                                   |
|  |                                                              |
|  | Cymodoceaceae                                                |
|  |                                                              |

|  | Ruppiaceae    |
|  |               |
|  | Cymodoceaceae |
|  |               |

|  | Zosteraceae      |
|  |                  |
|  | Potamogetonaceae |
|  |                  |

|  | Posidoniaceae                                                |
|  |                                                              |
|  | \| \| Ruppiaceae \| \| \| \| \| \| Cymodoceaceae \| \| \| \| |
|  |                                                              |
|  | Ruppiaceae                                                   |
|  |                                                              |
|  | Cymodoceaceae                                                |
|  |                                                              |

|  | Ruppiaceae    |
|  |               |
|  | Cymodoceaceae |
|  |               |

|  | Zosteraceae      |
|  |                  |
|  | Potamogetonaceae |
|  |                  |

|  | Posidoniaceae                                                |
|  |                                                              |
|  | \| \| Ruppiaceae \| \| \| \| \| \| Cymodoceaceae \| \| \| \| |
|  |                                                              |
|  | Ruppiaceae                                                   |
|  |                                                              |
|  | Cymodoceaceae                                                |
|  |                                                              |

|  | Ruppiaceae    |
|  |               |
|  | Cymodoceaceae |
|  |               |

|  | Zosteraceae      |
|  |                  |
|  | Potamogetonaceae |
|  |                  |

|  | Posidoniaceae                                                |
|  |                                                              |
|  | \| \| Ruppiaceae \| \| \| \| \| \| Cymodoceaceae \| \| \| \| |
|  |                                                              |
|  | Ruppiaceae                                                   |
|  |                                                              |
|  | Cymodoceaceae                                                |
|  |                                                              |

|  | Ruppiaceae    |
|  |               |
|  | Cymodoceaceae |
|  |               |

|  | Zosteraceae      |
|  |                  |
|  | Potamogetonaceae |
|  |                  |

|  | Posidoniaceae                                                |
|  |                                                              |
|  | \| \| Ruppiaceae \| \| \| \| \| \| Cymodoceaceae \| \| \| \| |
|  |                                                              |
|  | Ruppiaceae                                                   |
|  |                                                              |
|  | Cymodoceaceae                                                |
|  |                                                              |

|  | Ruppiaceae    |
|  |               |
|  | Cymodoceaceae |
|  |               |

|  | Zosteraceae      |
|  |                  |
|  | Potamogetonaceae |
|  |                  |

|  | Posidoniaceae                                                |
|  |                                                              |
|  | \| \| Ruppiaceae \| \| \| \| \| \| Cymodoceaceae \| \| \| \| |
|  |                                                              |
|  | Ruppiaceae                                                   |
|  |                                                              |
|  | Cymodoceaceae                                                |
|  |                                                              |

|  | Ruppiaceae    |
|  |               |
|  | Cymodoceaceae |
|  |               |

|  | Zosteraceae      |
|  |                  |
|  | Potamogetonaceae |
|  |                  |

|  | Posidoniaceae                                                |
|  |                                                              |
|  | \| \| Ruppiaceae \| \| \| \| \| \| Cymodoceaceae \| \| \| \| |
|  |                                                              |
|  | Ruppiaceae                                                   |
|  |                                                              |
|  | Cymodoceaceae                                                |
|  |                                                              |

|  | Ruppiaceae    |
|  |               |
|  | Cymodoceaceae |
|  |               |

|  | Zosteraceae      |
|  |                  |
|  | Potamogetonaceae |
|  |                  |

|  | Posidoniaceae                                                |
|  |                                                              |
|  | \| \| Ruppiaceae \| \| \| \| \| \| Cymodoceaceae \| \| \| \| |
|  |                                                              |
|  | Ruppiaceae                                                   |
|  |                                                              |
|  | Cymodoceaceae                                                |
|  |                                                              |

|  | Ruppiaceae    |
|  |               |
|  | Cymodoceaceae |
|  |               |

|  | Zosteraceae      |
|  |                  |
|  | Potamogetonaceae |
|  |                  |

|  | Posidoniaceae                                                |
|  |                                                              |
|  | \| \| Ruppiaceae \| \| \| \| \| \| Cymodoceaceae \| \| \| \| |
|  |                                                              |
|  | Ruppiaceae                                                   |
|  |                                                              |
|  | Cymodoceaceae                                                |
|  |                                                              |

|  | Ruppiaceae    |
|  |               |
|  | Cymodoceaceae |
|  |               |

|  | Zosteraceae      |
|  |                  |
|  | Potamogetonaceae |
|  |                  |

|  | Posidoniaceae                                                |
|  |                                                              |
|  | \| \| Ruppiaceae \| \| \| \| \| \| Cymodoceaceae \| \| \| \| |
|  |                                                              |
|  | Ruppiaceae                                                   |
|  |                                                              |
|  | Cymodoceaceae                                                |
|  |                                                              |

|  | Ruppiaceae    |
|  |               |
|  | Cymodoceaceae |
|  |               |

|  | Zosteraceae      |
|  |                  |
|  | Potamogetonaceae |
|  |                  |

|  | Posidoniaceae                                                |
|  |                                                              |
|  | \| \| Ruppiaceae \| \| \| \| \| \| Cymodoceaceae \| \| \| \| |
|  |                                                              |
|  | Ruppiaceae                                                   |
|  |                                                              |
|  | Cymodoceaceae                                                |
|  |                                                              |

|  | Ruppiaceae    |
|  |               |
|  | Cymodoceaceae |
|  |               |

|  | Zosteraceae      |
|  |                  |
|  | Potamogetonaceae |
|  |                  |

|  | Posidoniaceae                                                |
|  |                                                              |
|  | \| \| Ruppiaceae \| \| \| \| \| \| Cymodoceaceae \| \| \| \| |
|  |                                                              |
|  | Ruppiaceae                                                   |
|  |                                                              |
|  | Cymodoceaceae                                                |
|  |                                                              |

|  | Ruppiaceae    |
|  |               |
|  | Cymodoceaceae |
|  |               |

|  | Zosteraceae      |
|  |                  |
|  | Potamogetonaceae |
|  |                  |

|  | Posidoniaceae                                                |
|  |                                                              |
|  | \| \| Ruppiaceae \| \| \| \| \| \| Cymodoceaceae \| \| \| \| |
|  |                                                              |
|  | Ruppiaceae                                                   |
|  |                                                              |
|  | Cymodoceaceae                                                |
|  |                                                              |

|  | Ruppiaceae    |
|  |               |
|  | Cymodoceaceae |
|  |               |

|  | Zosteraceae      |
|  |                  |
|  | Potamogetonaceae |
|  |                  |

|  | Hydrocharitaceae |
|  |                  |
|  | Butomaceae       |
|  |                  |

| Alismataceae s.l. | \| \| Alismataceae s.s. \| \| \| \| \| \| Limnocharitaceae \| \| \| \| |
|                   | \| \| Alismataceae s.s. \| \| \| \| \| \| Limnocharitaceae \| \| \| \| |
|                   | Alismataceae s.s.                                                      |
|                   |                                                                        |
|                   | Limnocharitaceae                                                       |
|                   |                                                                        |

|  | Alismataceae s.s. |
|  |                   |
|  | Limnocharitaceae  |
|  |                   |

|  | Hydrocharitaceae |
|  |                  |
|  | Butomaceae       |
|  |                  |

| Alismataceae s.l. | \| \| Alismataceae s.s. \| \| \| \| \| \| Limnocharitaceae \| \| \| \| |
|                   | \| \| Alismataceae s.s. \| \| \| \| \| \| Limnocharitaceae \| \| \| \| |
|                   | Alismataceae s.s.                                                      |
|                   |                                                                        |
|                   | Limnocharitaceae                                                       |
|                   |                                                                        |

|  | Alismataceae s.s. |
|  |                   |
|  | Limnocharitaceae  |
|  |                   |

|  | Posidoniaceae                                                |
|  |                                                              |
|  | \| \| Ruppiaceae \| \| \| \| \| \| Cymodoceaceae \| \| \| \| |
|  |                                                              |
|  | Ruppiaceae                                                   |
|  |                                                              |
|  | Cymodoceaceae                                                |
|  |                                                              |

|  | Ruppiaceae    |
|  |               |
|  | Cymodoceaceae |
|  |               |

|  | Zosteraceae      |
|  |                  |
|  | Potamogetonaceae |
|  |                  |

|  | Posidoniaceae                                                |
|  |                                                              |
|  | \| \| Ruppiaceae \| \| \| \| \| \| Cymodoceaceae \| \| \| \| |
|  |                                                              |
|  | Ruppiaceae                                                   |
|  |                                                              |
|  | Cymodoceaceae                                                |
|  |                                                              |

|  | Ruppiaceae    |
|  |               |
|  | Cymodoceaceae |
|  |               |

|  | Zosteraceae      |
|  |                  |
|  | Potamogetonaceae |
|  |                  |

|  | Posidoniaceae                                                |
|  |                                                              |
|  | \| \| Ruppiaceae \| \| \| \| \| \| Cymodoceaceae \| \| \| \| |
|  |                                                              |
|  | Ruppiaceae                                                   |
|  |                                                              |
|  | Cymodoceaceae                                                |
|  |                                                              |

|  | Ruppiaceae    |
|  |               |
|  | Cymodoceaceae |
|  |               |

|  | Zosteraceae      |
|  |                  |
|  | Potamogetonaceae |
|  |                  |

|  | Posidoniaceae                                                |
|  |                                                              |
|  | \| \| Ruppiaceae \| \| \| \| \| \| Cymodoceaceae \| \| \| \| |
|  |                                                              |
|  | Ruppiaceae                                                   |
|  |                                                              |
|  | Cymodoceaceae                                                |
|  |                                                              |

|  | Ruppiaceae    |
|  |               |
|  | Cymodoceaceae |
|  |               |

|  | Zosteraceae      |
|  |                  |
|  | Potamogetonaceae |
|  |                  |

|  | Posidoniaceae                                                |
|  |                                                              |
|  | \| \| Ruppiaceae \| \| \| \| \| \| Cymodoceaceae \| \| \| \| |
|  |                                                              |
|  | Ruppiaceae                                                   |
|  |                                                              |
|  | Cymodoceaceae                                                |
|  |                                                              |

|  | Ruppiaceae    |
|  |               |
|  | Cymodoceaceae |
|  |               |

|  | Zosteraceae      |
|  |                  |
|  | Potamogetonaceae |
|  |                  |

|  | Posidoniaceae                                                |
|  |                                                              |
|  | \| \| Ruppiaceae \| \| \| \| \| \| Cymodoceaceae \| \| \| \| |
|  |                                                              |
|  | Ruppiaceae                                                   |
|  |                                                              |
|  | Cymodoceaceae                                                |
|  |                                                              |

|  | Ruppiaceae    |
|  |               |
|  | Cymodoceaceae |
|  |               |

|  | Zosteraceae      |
|  |                  |
|  | Potamogetonaceae |
|  |                  |

|  | Posidoniaceae                                                |
|  |                                                              |
|  | \| \| Ruppiaceae \| \| \| \| \| \| Cymodoceaceae \| \| \| \| |
|  |                                                              |
|  | Ruppiaceae                                                   |
|  |                                                              |
|  | Cymodoceaceae                                                |
|  |                                                              |

|  | Ruppiaceae    |
|  |               |
|  | Cymodoceaceae |
|  |               |

|  | Zosteraceae      |
|  |                  |
|  | Potamogetonaceae |
|  |                  |

|  | Posidoniaceae                                                |
|  |                                                              |
|  | \| \| Ruppiaceae \| \| \| \| \| \| Cymodoceaceae \| \| \| \| |
|  |                                                              |
|  | Ruppiaceae                                                   |
|  |                                                              |
|  | Cymodoceaceae                                                |
|  |                                                              |

|  | Ruppiaceae    |
|  |               |
|  | Cymodoceaceae |
|  |               |

|  | Zosteraceae      |
|  |                  |
|  | Potamogetonaceae |
|  |                  |

|  | Posidoniaceae                                                |
|  |                                                              |
|  | \| \| Ruppiaceae \| \| \| \| \| \| Cymodoceaceae \| \| \| \| |
|  |                                                              |
|  | Ruppiaceae                                                   |
|  |                                                              |
|  | Cymodoceaceae                                                |
|  |                                                              |

|  | Ruppiaceae    |
|  |               |
|  | Cymodoceaceae |
|  |               |

|  | Zosteraceae      |
|  |                  |
|  | Potamogetonaceae |
|  |                  |

|  | Posidoniaceae                                                |
|  |                                                              |
|  | \| \| Ruppiaceae \| \| \| \| \| \| Cymodoceaceae \| \| \| \| |
|  |                                                              |
|  | Ruppiaceae                                                   |
|  |                                                              |
|  | Cymodoceaceae                                                |
|  |                                                              |

|  | Ruppiaceae    |
|  |               |
|  | Cymodoceaceae |
|  |               |

|  | Zosteraceae      |
|  |                  |
|  | Potamogetonaceae |
|  |                  |

|  | Posidoniaceae                                                |
|  |                                                              |
|  | \| \| Ruppiaceae \| \| \| \| \| \| Cymodoceaceae \| \| \| \| |
|  |                                                              |
|  | Ruppiaceae                                                   |
|  |                                                              |
|  | Cymodoceaceae                                                |
|  |                                                              |

|  | Ruppiaceae    |
|  |               |
|  | Cymodoceaceae |
|  |               |

|  | Zosteraceae      |
|  |                  |
|  | Potamogetonaceae |
|  |                  |

|  | Posidoniaceae                                                |
|  |                                                              |
|  | \| \| Ruppiaceae \| \| \| \| \| \| Cymodoceaceae \| \| \| \| |
|  |                                                              |
|  | Ruppiaceae                                                   |
|  |                                                              |
|  | Cymodoceaceae                                                |
|  |                                                              |

|  | Ruppiaceae    |
|  |               |
|  | Cymodoceaceae |
|  |               |

|  | Zosteraceae      |
|  |                  |
|  | Potamogetonaceae |
|  |                  |

|  | Posidoniaceae                                                |
|  |                                                              |
|  | \| \| Ruppiaceae \| \| \| \| \| \| Cymodoceaceae \| \| \| \| |
|  |                                                              |
|  | Ruppiaceae                                                   |
|  |                                                              |
|  | Cymodoceaceae                                                |
|  |                                                              |

|  | Ruppiaceae    |
|  |               |
|  | Cymodoceaceae |
|  |               |

|  | Zosteraceae      |
|  |                  |
|  | Potamogetonaceae |
|  |                  |

|  | Posidoniaceae                                                |
|  |                                                              |
|  | \| \| Ruppiaceae \| \| \| \| \| \| Cymodoceaceae \| \| \| \| |
|  |                                                              |
|  | Ruppiaceae                                                   |
|  |                                                              |
|  | Cymodoceaceae                                                |
|  |                                                              |

|  | Ruppiaceae    |
|  |               |
|  | Cymodoceaceae |
|  |               |

|  | Zosteraceae      |
|  |                  |
|  | Potamogetonaceae |
|  |                  |

|  | Posidoniaceae                                                |
|  |                                                              |
|  | \| \| Ruppiaceae \| \| \| \| \| \| Cymodoceaceae \| \| \| \| |
|  |                                                              |
|  | Ruppiaceae                                                   |
|  |                                                              |
|  | Cymodoceaceae                                                |
|  |                                                              |

|  | Ruppiaceae    |
|  |               |
|  | Cymodoceaceae |
|  |               |

|  | Zosteraceae      |
|  |                  |
|  | Potamogetonaceae |
|  |                  |

|  | Posidoniaceae                                                |
|  |                                                              |
|  | \| \| Ruppiaceae \| \| \| \| \| \| Cymodoceaceae \| \| \| \| |
|  |                                                              |
|  | Ruppiaceae                                                   |
|  |                                                              |
|  | Cymodoceaceae                                                |
|  |                                                              |

|  | Ruppiaceae    |
|  |               |
|  | Cymodoceaceae |
|  |               |

|  | Zosteraceae      |
|  |                  |
|  | Potamogetonaceae |
|  |                  |

|  | Posidoniaceae                                                |
|  |                                                              |
|  | \| \| Ruppiaceae \| \| \| \| \| \| Cymodoceaceae \| \| \| \| |
|  |                                                              |
|  | Ruppiaceae                                                   |
|  |                                                              |
|  | Cymodoceaceae                                                |
|  |                                                              |

|  | Ruppiaceae    |
|  |               |
|  | Cymodoceaceae |
|  |               |

|  | Zosteraceae      |
|  |                  |
|  | Potamogetonaceae |
|  |                  |

|  | Posidoniaceae                                                |
|  |                                                              |
|  | \| \| Ruppiaceae \| \| \| \| \| \| Cymodoceaceae \| \| \| \| |
|  |                                                              |
|  | Ruppiaceae                                                   |
|  |                                                              |
|  | Cymodoceaceae                                                |
|  |                                                              |

|  | Ruppiaceae    |
|  |               |
|  | Cymodoceaceae |
|  |               |

|  | Zosteraceae      |
|  |                  |
|  | Potamogetonaceae |
|  |                  |

|  | Posidoniaceae                                                |
|  |                                                              |
|  | \| \| Ruppiaceae \| \| \| \| \| \| Cymodoceaceae \| \| \| \| |
|  |                                                              |
|  | Ruppiaceae                                                   |
|  |                                                              |
|  | Cymodoceaceae                                                |
|  |                                                              |

|  | Ruppiaceae    |
|  |               |
|  | Cymodoceaceae |
|  |               |

|  | Zosteraceae      |
|  |                  |
|  | Potamogetonaceae |
|  |                  |

|  | Posidoniaceae                                                |
|  |                                                              |
|  | \| \| Ruppiaceae \| \| \| \| \| \| Cymodoceaceae \| \| \| \| |
|  |                                                              |
|  | Ruppiaceae                                                   |
|  |                                                              |
|  | Cymodoceaceae                                                |
|  |                                                              |

|  | Ruppiaceae    |
|  |               |
|  | Cymodoceaceae |
|  |               |

|  | Zosteraceae      |
|  |                  |
|  | Potamogetonaceae |
|  |                  |

|  | Posidoniaceae                                                |
|  |                                                              |
|  | \| \| Ruppiaceae \| \| \| \| \| \| Cymodoceaceae \| \| \| \| |
|  |                                                              |
|  | Ruppiaceae                                                   |
|  |                                                              |
|  | Cymodoceaceae                                                |
|  |                                                              |

|  | Ruppiaceae    |
|  |               |
|  | Cymodoceaceae |
|  |               |

|  | Zosteraceae      |
|  |                  |
|  | Potamogetonaceae |
|  |                  |

|  | Posidoniaceae                                                |
|  |                                                              |
|  | \| \| Ruppiaceae \| \| \| \| \| \| Cymodoceaceae \| \| \| \| |
|  |                                                              |
|  | Ruppiaceae                                                   |
|  |                                                              |
|  | Cymodoceaceae                                                |
|  |                                                              |

|  | Ruppiaceae    |
|  |               |
|  | Cymodoceaceae |
|  |               |

|  | Zosteraceae      |
|  |                  |
|  | Potamogetonaceae |
|  |                  |

|  | Posidoniaceae                                                |
|  |                                                              |
|  | \| \| Ruppiaceae \| \| \| \| \| \| Cymodoceaceae \| \| \| \| |
|  |                                                              |
|  | Ruppiaceae                                                   |
|  |                                                              |
|  | Cymodoceaceae                                                |
|  |                                                              |

|  | Ruppiaceae    |
|  |               |
|  | Cymodoceaceae |
|  |               |

|  | Zosteraceae      |
|  |                  |
|  | Potamogetonaceae |
|  |                  |

|  | Posidoniaceae                                                |
|  |                                                              |
|  | \| \| Ruppiaceae \| \| \| \| \| \| Cymodoceaceae \| \| \| \| |
|  |                                                              |
|  | Ruppiaceae                                                   |
|  |                                                              |
|  | Cymodoceaceae                                                |
|  |                                                              |

|  | Ruppiaceae    |
|  |               |
|  | Cymodoceaceae |
|  |               |

|  | Zosteraceae      |
|  |                  |
|  | Potamogetonaceae |
|  |                  |

|  | Posidoniaceae                                                |
|  |                                                              |
|  | \| \| Ruppiaceae \| \| \| \| \| \| Cymodoceaceae \| \| \| \| |
|  |                                                              |
|  | Ruppiaceae                                                   |
|  |                                                              |
|  | Cymodoceaceae                                                |
|  |                                                              |

|  | Ruppiaceae    |
|  |               |
|  | Cymodoceaceae |
|  |               |

|  | Zosteraceae      |
|  |                  |
|  | Potamogetonaceae |
|  |                  |

|  | Posidoniaceae                                                |
|  |                                                              |
|  | \| \| Ruppiaceae \| \| \| \| \| \| Cymodoceaceae \| \| \| \| |
|  |                                                              |
|  | Ruppiaceae                                                   |
|  |                                                              |
|  | Cymodoceaceae                                                |
|  |                                                              |

|  | Ruppiaceae    |
|  |               |
|  | Cymodoceaceae |
|  |               |

|  | Zosteraceae      |
|  |                  |
|  | Potamogetonaceae |
|  |                  |

|  | Posidoniaceae                                                |
|  |                                                              |
|  | \| \| Ruppiaceae \| \| \| \| \| \| Cymodoceaceae \| \| \| \| |
|  |                                                              |
|  | Ruppiaceae                                                   |
|  |                                                              |
|  | Cymodoceaceae                                                |
|  |                                                              |

|  | Ruppiaceae    |
|  |               |
|  | Cymodoceaceae |
|  |               |

|  | Zosteraceae      |
|  |                  |
|  | Potamogetonaceae |
|  |                  |

|  | Posidoniaceae                                                |
|  |                                                              |
|  | \| \| Ruppiaceae \| \| \| \| \| \| Cymodoceaceae \| \| \| \| |
|  |                                                              |
|  | Ruppiaceae                                                   |
|  |                                                              |
|  | Cymodoceaceae                                                |
|  |                                                              |

|  | Ruppiaceae    |
|  |               |
|  | Cymodoceaceae |
|  |               |

|  | Zosteraceae      |
|  |                  |
|  | Potamogetonaceae |
|  |                  |

|  | Posidoniaceae                                                |
|  |                                                              |
|  | \| \| Ruppiaceae \| \| \| \| \| \| Cymodoceaceae \| \| \| \| |
|  |                                                              |
|  | Ruppiaceae                                                   |
|  |                                                              |
|  | Cymodoceaceae                                                |
|  |                                                              |

|  | Ruppiaceae    |
|  |               |
|  | Cymodoceaceae |
|  |               |

|  | Zosteraceae      |
|  |                  |
|  | Potamogetonaceae |
|  |                  |

|  | Posidoniaceae                                                |
|  |                                                              |
|  | \| \| Ruppiaceae \| \| \| \| \| \| Cymodoceaceae \| \| \| \| |
|  |                                                              |
|  | Ruppiaceae                                                   |
|  |                                                              |
|  | Cymodoceaceae                                                |
|  |                                                              |

|  | Ruppiaceae    |
|  |               |
|  | Cymodoceaceae |
|  |               |

|  | Zosteraceae      |
|  |                  |
|  | Potamogetonaceae |
|  |                  |

|  | Posidoniaceae                                                |
|  |                                                              |
|  | \| \| Ruppiaceae \| \| \| \| \| \| Cymodoceaceae \| \| \| \| |
|  |                                                              |
|  | Ruppiaceae                                                   |
|  |                                                              |
|  | Cymodoceaceae                                                |
|  |                                                              |

|  | Ruppiaceae    |
|  |               |
|  | Cymodoceaceae |
|  |               |

|  | Zosteraceae      |
|  |                  |
|  | Potamogetonaceae |
|  |                  |

|  | Posidoniaceae                                                |
|  |                                                              |
|  | \| \| Ruppiaceae \| \| \| \| \| \| Cymodoceaceae \| \| \| \| |
|  |                                                              |
|  | Ruppiaceae                                                   |
|  |                                                              |
|  | Cymodoceaceae                                                |
|  |                                                              |

|  | Ruppiaceae    |
|  |               |
|  | Cymodoceaceae |
|  |               |

|  | Zosteraceae      |
|  |                  |
|  | Potamogetonaceae |
|  |                  |

|  | Hydrocharitaceae |
|  |                  |
|  | Butomaceae       |
|  |                  |

| Alismataceae s.l. | \| \| Alismataceae s.s. \| \| \| \| \| \| Limnocharitaceae \| \| \| \| |
|                   | \| \| Alismataceae s.s. \| \| \| \| \| \| Limnocharitaceae \| \| \| \| |
|                   | Alismataceae s.s.                                                      |
|                   |                                                                        |
|                   | Limnocharitaceae                                                       |
|                   |                                                                        |

|  | Alismataceae s.s. |
|  |                   |
|  | Limnocharitaceae  |
|  |                   |

|  | Hydrocharitaceae |
|  |                  |
|  | Butomaceae       |
|  |                  |

| Alismataceae s.l. | \| \| Alismataceae s.s. \| \| \| \| \| \| Limnocharitaceae \| \| \| \| |
|                   | \| \| Alismataceae s.s. \| \| \| \| \| \| Limnocharitaceae \| \| \| \| |
|                   | Alismataceae s.s.                                                      |
|                   |                                                                        |
|                   | Limnocharitaceae                                                       |
|                   |                                                                        |

|  | Alismataceae s.s. |
|  |                   |
|  | Limnocharitaceae  |
|  |                   |

|  | Posidoniaceae                                                |
|  |                                                              |
|  | \| \| Ruppiaceae \| \| \| \| \| \| Cymodoceaceae \| \| \| \| |
|  |                                                              |
|  | Ruppiaceae                                                   |
|  |                                                              |
|  | Cymodoceaceae                                                |
|  |                                                              |

|  | Ruppiaceae    |
|  |               |
|  | Cymodoceaceae |
|  |               |

|  | Zosteraceae      |
|  |                  |
|  | Potamogetonaceae |
|  |                  |

|  | Posidoniaceae                                                |
|  |                                                              |
|  | \| \| Ruppiaceae \| \| \| \| \| \| Cymodoceaceae \| \| \| \| |
|  |                                                              |
|  | Ruppiaceae                                                   |
|  |                                                              |
|  | Cymodoceaceae                                                |
|  |                                                              |

|  | Ruppiaceae    |
|  |               |
|  | Cymodoceaceae |
|  |               |

|  | Zosteraceae      |
|  |                  |
|  | Potamogetonaceae |
|  |                  |

|  | Posidoniaceae                                                |
|  |                                                              |
|  | \| \| Ruppiaceae \| \| \| \| \| \| Cymodoceaceae \| \| \| \| |
|  |                                                              |
|  | Ruppiaceae                                                   |
|  |                                                              |
|  | Cymodoceaceae                                                |
|  |                                                              |

|  | Ruppiaceae    |
|  |               |
|  | Cymodoceaceae |
|  |               |

|  | Zosteraceae      |
|  |                  |
|  | Potamogetonaceae |
|  |                  |

|  | Posidoniaceae                                                |
|  |                                                              |
|  | \| \| Ruppiaceae \| \| \| \| \| \| Cymodoceaceae \| \| \| \| |
|  |                                                              |
|  | Ruppiaceae                                                   |
|  |                                                              |
|  | Cymodoceaceae                                                |
|  |                                                              |

|  | Ruppiaceae    |
|  |               |
|  | Cymodoceaceae |
|  |               |

|  | Zosteraceae      |
|  |                  |
|  | Potamogetonaceae |
|  |                  |

|  | Posidoniaceae                                                |
|  |                                                              |
|  | \| \| Ruppiaceae \| \| \| \| \| \| Cymodoceaceae \| \| \| \| |
|  |                                                              |
|  | Ruppiaceae                                                   |
|  |                                                              |
|  | Cymodoceaceae                                                |
|  |                                                              |

|  | Ruppiaceae    |
|  |               |
|  | Cymodoceaceae |
|  |               |

|  | Zosteraceae      |
|  |                  |
|  | Potamogetonaceae |
|  |                  |

|  | Posidoniaceae                                                |
|  |                                                              |
|  | \| \| Ruppiaceae \| \| \| \| \| \| Cymodoceaceae \| \| \| \| |
|  |                                                              |
|  | Ruppiaceae                                                   |
|  |                                                              |
|  | Cymodoceaceae                                                |
|  |                                                              |

|  | Ruppiaceae    |
|  |               |
|  | Cymodoceaceae |
|  |               |

|  | Zosteraceae      |
|  |                  |
|  | Potamogetonaceae |
|  |                  |

|  | Posidoniaceae                                                |
|  |                                                              |
|  | \| \| Ruppiaceae \| \| \| \| \| \| Cymodoceaceae \| \| \| \| |
|  |                                                              |
|  | Ruppiaceae                                                   |
|  |                                                              |
|  | Cymodoceaceae                                                |
|  |                                                              |

|  | Ruppiaceae    |
|  |               |
|  | Cymodoceaceae |
|  |               |

|  | Zosteraceae      |
|  |                  |
|  | Potamogetonaceae |
|  |                  |

|  | Posidoniaceae                                                |
|  |                                                              |
|  | \| \| Ruppiaceae \| \| \| \| \| \| Cymodoceaceae \| \| \| \| |
|  |                                                              |
|  | Ruppiaceae                                                   |
|  |                                                              |
|  | Cymodoceaceae                                                |
|  |                                                              |

|  | Ruppiaceae    |
|  |               |
|  | Cymodoceaceae |
|  |               |

|  | Zosteraceae      |
|  |                  |
|  | Potamogetonaceae |
|  |                  |

|  | Posidoniaceae                                                |
|  |                                                              |
|  | \| \| Ruppiaceae \| \| \| \| \| \| Cymodoceaceae \| \| \| \| |
|  |                                                              |
|  | Ruppiaceae                                                   |
|  |                                                              |
|  | Cymodoceaceae                                                |
|  |                                                              |

|  | Ruppiaceae    |
|  |               |
|  | Cymodoceaceae |
|  |               |

|  | Zosteraceae      |
|  |                  |
|  | Potamogetonaceae |
|  |                  |

|  | Posidoniaceae                                                |
|  |                                                              |
|  | \| \| Ruppiaceae \| \| \| \| \| \| Cymodoceaceae \| \| \| \| |
|  |                                                              |
|  | Ruppiaceae                                                   |
|  |                                                              |
|  | Cymodoceaceae                                                |
|  |                                                              |

|  | Ruppiaceae    |
|  |               |
|  | Cymodoceaceae |
|  |               |

|  | Zosteraceae      |
|  |                  |
|  | Potamogetonaceae |
|  |                  |

|  | Posidoniaceae                                                |
|  |                                                              |
|  | \| \| Ruppiaceae \| \| \| \| \| \| Cymodoceaceae \| \| \| \| |
|  |                                                              |
|  | Ruppiaceae                                                   |
|  |                                                              |
|  | Cymodoceaceae                                                |
|  |                                                              |

|  | Ruppiaceae    |
|  |               |
|  | Cymodoceaceae |
|  |               |

|  | Zosteraceae      |
|  |                  |
|  | Potamogetonaceae |
|  |                  |

|  | Posidoniaceae                                                |
|  |                                                              |
|  | \| \| Ruppiaceae \| \| \| \| \| \| Cymodoceaceae \| \| \| \| |
|  |                                                              |
|  | Ruppiaceae                                                   |
|  |                                                              |
|  | Cymodoceaceae                                                |
|  |                                                              |

|  | Ruppiaceae    |
|  |               |
|  | Cymodoceaceae |
|  |               |

|  | Zosteraceae      |
|  |                  |
|  | Potamogetonaceae |
|  |                  |

|  | Posidoniaceae                                                |
|  |                                                              |
|  | \| \| Ruppiaceae \| \| \| \| \| \| Cymodoceaceae \| \| \| \| |
|  |                                                              |
|  | Ruppiaceae                                                   |
|  |                                                              |
|  | Cymodoceaceae                                                |
|  |                                                              |

|  | Ruppiaceae    |
|  |               |
|  | Cymodoceaceae |
|  |               |

|  | Zosteraceae      |
|  |                  |
|  | Potamogetonaceae |
|  |                  |

|  | Posidoniaceae                                                |
|  |                                                              |
|  | \| \| Ruppiaceae \| \| \| \| \| \| Cymodoceaceae \| \| \| \| |
|  |                                                              |
|  | Ruppiaceae                                                   |
|  |                                                              |
|  | Cymodoceaceae                                                |
|  |                                                              |

|  | Ruppiaceae    |
|  |               |
|  | Cymodoceaceae |
|  |               |

|  | Zosteraceae      |
|  |                  |
|  | Potamogetonaceae |
|  |                  |

|  | Posidoniaceae                                                |
|  |                                                              |
|  | \| \| Ruppiaceae \| \| \| \| \| \| Cymodoceaceae \| \| \| \| |
|  |                                                              |
|  | Ruppiaceae                                                   |
|  |                                                              |
|  | Cymodoceaceae                                                |
|  |                                                              |

|  | Ruppiaceae    |
|  |               |
|  | Cymodoceaceae |
|  |               |

|  | Zosteraceae      |
|  |                  |
|  | Potamogetonaceae |
|  |                  |

|  | Posidoniaceae                                                |
|  |                                                              |
|  | \| \| Ruppiaceae \| \| \| \| \| \| Cymodoceaceae \| \| \| \| |
|  |                                                              |
|  | Ruppiaceae                                                   |
|  |                                                              |
|  | Cymodoceaceae                                                |
|  |                                                              |

|  | Ruppiaceae    |
|  |               |
|  | Cymodoceaceae |
|  |               |

|  | Zosteraceae      |
|  |                  |
|  | Potamogetonaceae |
|  |                  |

|  | Posidoniaceae                                                |
|  |                                                              |
|  | \| \| Ruppiaceae \| \| \| \| \| \| Cymodoceaceae \| \| \| \| |
|  |                                                              |
|  | Ruppiaceae                                                   |
|  |                                                              |
|  | Cymodoceaceae                                                |
|  |                                                              |

|  | Ruppiaceae    |
|  |               |
|  | Cymodoceaceae |
|  |               |

|  | Zosteraceae      |
|  |                  |
|  | Potamogetonaceae |
|  |                  |

|  | Posidoniaceae                                                |
|  |                                                              |
|  | \| \| Ruppiaceae \| \| \| \| \| \| Cymodoceaceae \| \| \| \| |
|  |                                                              |
|  | Ruppiaceae                                                   |
|  |                                                              |
|  | Cymodoceaceae                                                |
|  |                                                              |

|  | Ruppiaceae    |
|  |               |
|  | Cymodoceaceae |
|  |               |

|  | Zosteraceae      |
|  |                  |
|  | Potamogetonaceae |
|  |                  |

|  | Posidoniaceae                                                |
|  |                                                              |
|  | \| \| Ruppiaceae \| \| \| \| \| \| Cymodoceaceae \| \| \| \| |
|  |                                                              |
|  | Ruppiaceae                                                   |
|  |                                                              |
|  | Cymodoceaceae                                                |
|  |                                                              |

|  | Ruppiaceae    |
|  |               |
|  | Cymodoceaceae |
|  |               |

|  | Zosteraceae      |
|  |                  |
|  | Potamogetonaceae |
|  |                  |

|  | Posidoniaceae                                                |
|  |                                                              |
|  | \| \| Ruppiaceae \| \| \| \| \| \| Cymodoceaceae \| \| \| \| |
|  |                                                              |
|  | Ruppiaceae                                                   |
|  |                                                              |
|  | Cymodoceaceae                                                |
|  |                                                              |

|  | Ruppiaceae    |
|  |               |
|  | Cymodoceaceae |
|  |               |

|  | Zosteraceae      |
|  |                  |
|  | Potamogetonaceae |
|  |                  |

|  | Posidoniaceae                                                |
|  |                                                              |
|  | \| \| Ruppiaceae \| \| \| \| \| \| Cymodoceaceae \| \| \| \| |
|  |                                                              |
|  | Ruppiaceae                                                   |
|  |                                                              |
|  | Cymodoceaceae                                                |
|  |                                                              |

|  | Ruppiaceae    |
|  |               |
|  | Cymodoceaceae |
|  |               |

|  | Zosteraceae      |
|  |                  |
|  | Potamogetonaceae |
|  |                  |

|  | Posidoniaceae                                                |
|  |                                                              |
|  | \| \| Ruppiaceae \| \| \| \| \| \| Cymodoceaceae \| \| \| \| |
|  |                                                              |
|  | Ruppiaceae                                                   |
|  |                                                              |
|  | Cymodoceaceae                                                |
|  |                                                              |

|  | Ruppiaceae    |
|  |               |
|  | Cymodoceaceae |
|  |               |

|  | Zosteraceae      |
|  |                  |
|  | Potamogetonaceae |
|  |                  |

|  | Posidoniaceae                                                |
|  |                                                              |
|  | \| \| Ruppiaceae \| \| \| \| \| \| Cymodoceaceae \| \| \| \| |
|  |                                                              |
|  | Ruppiaceae                                                   |
|  |                                                              |
|  | Cymodoceaceae                                                |
|  |                                                              |

|  | Ruppiaceae    |
|  |               |
|  | Cymodoceaceae |
|  |               |

|  | Zosteraceae      |
|  |                  |
|  | Potamogetonaceae |
|  |                  |

|  | Posidoniaceae                                                |
|  |                                                              |
|  | \| \| Ruppiaceae \| \| \| \| \| \| Cymodoceaceae \| \| \| \| |
|  |                                                              |
|  | Ruppiaceae                                                   |
|  |                                                              |
|  | Cymodoceaceae                                                |
|  |                                                              |

|  | Ruppiaceae    |
|  |               |
|  | Cymodoceaceae |
|  |               |

|  | Zosteraceae      |
|  |                  |
|  | Potamogetonaceae |
|  |                  |

|  | Posidoniaceae                                                |
|  |                                                              |
|  | \| \| Ruppiaceae \| \| \| \| \| \| Cymodoceaceae \| \| \| \| |
|  |                                                              |
|  | Ruppiaceae                                                   |
|  |                                                              |
|  | Cymodoceaceae                                                |
|  |                                                              |

|  | Ruppiaceae    |
|  |               |
|  | Cymodoceaceae |
|  |               |

|  | Zosteraceae      |
|  |                  |
|  | Potamogetonaceae |
|  |                  |

|  | Posidoniaceae                                                |
|  |                                                              |
|  | \| \| Ruppiaceae \| \| \| \| \| \| Cymodoceaceae \| \| \| \| |
|  |                                                              |
|  | Ruppiaceae                                                   |
|  |                                                              |
|  | Cymodoceaceae                                                |
|  |                                                              |

|  | Ruppiaceae    |
|  |               |
|  | Cymodoceaceae |
|  |               |

|  | Zosteraceae      |
|  |                  |
|  | Potamogetonaceae |
|  |                  |

|  | Posidoniaceae                                                |
|  |                                                              |
|  | \| \| Ruppiaceae \| \| \| \| \| \| Cymodoceaceae \| \| \| \| |
|  |                                                              |
|  | Ruppiaceae                                                   |
|  |                                                              |
|  | Cymodoceaceae                                                |
|  |                                                              |

|  | Ruppiaceae    |
|  |               |
|  | Cymodoceaceae |
|  |               |

|  | Zosteraceae      |
|  |                  |
|  | Potamogetonaceae |
|  |                  |

|  | Posidoniaceae                                                |
|  |                                                              |
|  | \| \| Ruppiaceae \| \| \| \| \| \| Cymodoceaceae \| \| \| \| |
|  |                                                              |
|  | Ruppiaceae                                                   |
|  |                                                              |
|  | Cymodoceaceae                                                |
|  |                                                              |

|  | Ruppiaceae    |
|  |               |
|  | Cymodoceaceae |
|  |               |

|  | Zosteraceae      |
|  |                  |
|  | Potamogetonaceae |
|  |                  |

|  | Posidoniaceae                                                |
|  |                                                              |
|  | \| \| Ruppiaceae \| \| \| \| \| \| Cymodoceaceae \| \| \| \| |
|  |                                                              |
|  | Ruppiaceae                                                   |
|  |                                                              |
|  | Cymodoceaceae                                                |
|  |                                                              |

|  | Ruppiaceae    |
|  |               |
|  | Cymodoceaceae |
|  |               |

|  | Zosteraceae      |
|  |                  |
|  | Potamogetonaceae |
|  |                  |

|  | Posidoniaceae                                                |
|  |                                                              |
|  | \| \| Ruppiaceae \| \| \| \| \| \| Cymodoceaceae \| \| \| \| |
|  |                                                              |
|  | Ruppiaceae                                                   |
|  |                                                              |
|  | Cymodoceaceae                                                |
|  |                                                              |

|  | Ruppiaceae    |
|  |               |
|  | Cymodoceaceae |
|  |               |

|  | Zosteraceae      |
|  |                  |
|  | Potamogetonaceae |
|  |                  |

|  | Posidoniaceae                                                |
|  |                                                              |
|  | \| \| Ruppiaceae \| \| \| \| \| \| Cymodoceaceae \| \| \| \| |
|  |                                                              |
|  | Ruppiaceae                                                   |
|  |                                                              |
|  | Cymodoceaceae                                                |
|  |                                                              |

|  | Ruppiaceae    |
|  |               |
|  | Cymodoceaceae |
|  |               |

|  | Zosteraceae      |
|  |                  |
|  | Potamogetonaceae |
|  |                  |

|  | Posidoniaceae                                                |
|  |                                                              |
|  | \| \| Ruppiaceae \| \| \| \| \| \| Cymodoceaceae \| \| \| \| |
|  |                                                              |
|  | Ruppiaceae                                                   |
|  |                                                              |
|  | Cymodoceaceae                                                |
|  |                                                              |

|  | Ruppiaceae    |
|  |               |
|  | Cymodoceaceae |
|  |               |

|  | Zosteraceae      |
|  |                  |
|  | Potamogetonaceae |
|  |                  |

|  | Hydrocharitaceae |
|  |                  |
|  | Butomaceae       |
|  |                  |

| Alismataceae s.l. | \| \| Alismataceae s.s. \| \| \| \| \| \| Limnocharitaceae \| \| \| \| |
|                   | \| \| Alismataceae s.s. \| \| \| \| \| \| Limnocharitaceae \| \| \| \| |
|                   | Alismataceae s.s.                                                      |
|                   |                                                                        |
|                   | Limnocharitaceae                                                       |
|                   |                                                                        |

|  | Alismataceae s.s. |
|  |                   |
|  | Limnocharitaceae  |
|  |                   |

|  | Hydrocharitaceae |
|  |                  |
|  | Butomaceae       |
|  |                  |

| Alismataceae s.l. | \| \| Alismataceae s.s. \| \| \| \| \| \| Limnocharitaceae \| \| \| \| |
|                   | \| \| Alismataceae s.s. \| \| \| \| \| \| Limnocharitaceae \| \| \| \| |
|                   | Alismataceae s.s.                                                      |
|                   |                                                                        |
|                   | Limnocharitaceae                                                       |
|                   |                                                                        |

|  | Alismataceae s.s. |
|  |                   |
|  | Limnocharitaceae  |
|  |                   |

|  | Posidoniaceae                                                |
|  |                                                              |
|  | \| \| Ruppiaceae \| \| \| \| \| \| Cymodoceaceae \| \| \| \| |
|  |                                                              |
|  | Ruppiaceae                                                   |
|  |                                                              |
|  | Cymodoceaceae                                                |
|  |                                                              |

|  | Ruppiaceae    |
|  |               |
|  | Cymodoceaceae |
|  |               |

|  | Zosteraceae      |
|  |                  |
|  | Potamogetonaceae |
|  |                  |

|  | Posidoniaceae                                                |
|  |                                                              |
|  | \| \| Ruppiaceae \| \| \| \| \| \| Cymodoceaceae \| \| \| \| |
|  |                                                              |
|  | Ruppiaceae                                                   |
|  |                                                              |
|  | Cymodoceaceae                                                |
|  |                                                              |

|  | Ruppiaceae    |
|  |               |
|  | Cymodoceaceae |
|  |               |

|  | Zosteraceae      |
|  |                  |
|  | Potamogetonaceae |
|  |                  |

|  | Posidoniaceae                                                |
|  |                                                              |
|  | \| \| Ruppiaceae \| \| \| \| \| \| Cymodoceaceae \| \| \| \| |
|  |                                                              |
|  | Ruppiaceae                                                   |
|  |                                                              |
|  | Cymodoceaceae                                                |
|  |                                                              |

|  | Ruppiaceae    |
|  |               |
|  | Cymodoceaceae |
|  |               |

|  | Zosteraceae      |
|  |                  |
|  | Potamogetonaceae |
|  |                  |

|  | Posidoniaceae                                                |
|  |                                                              |
|  | \| \| Ruppiaceae \| \| \| \| \| \| Cymodoceaceae \| \| \| \| |
|  |                                                              |
|  | Ruppiaceae                                                   |
|  |                                                              |
|  | Cymodoceaceae                                                |
|  |                                                              |

|  | Ruppiaceae    |
|  |               |
|  | Cymodoceaceae |
|  |               |

|  | Zosteraceae      |
|  |                  |
|  | Potamogetonaceae |
|  |                  |

|  | Posidoniaceae                                                |
|  |                                                              |
|  | \| \| Ruppiaceae \| \| \| \| \| \| Cymodoceaceae \| \| \| \| |
|  |                                                              |
|  | Ruppiaceae                                                   |
|  |                                                              |
|  | Cymodoceaceae                                                |
|  |                                                              |

|  | Ruppiaceae    |
|  |               |
|  | Cymodoceaceae |
|  |               |

|  | Zosteraceae      |
|  |                  |
|  | Potamogetonaceae |
|  |                  |

|  | Posidoniaceae                                                |
|  |                                                              |
|  | \| \| Ruppiaceae \| \| \| \| \| \| Cymodoceaceae \| \| \| \| |
|  |                                                              |
|  | Ruppiaceae                                                   |
|  |                                                              |
|  | Cymodoceaceae                                                |
|  |                                                              |

|  | Ruppiaceae    |
|  |               |
|  | Cymodoceaceae |
|  |               |

|  | Zosteraceae      |
|  |                  |
|  | Potamogetonaceae |
|  |                  |

|  | Posidoniaceae                                                |
|  |                                                              |
|  | \| \| Ruppiaceae \| \| \| \| \| \| Cymodoceaceae \| \| \| \| |
|  |                                                              |
|  | Ruppiaceae                                                   |
|  |                                                              |
|  | Cymodoceaceae                                                |
|  |                                                              |

|  | Ruppiaceae    |
|  |               |
|  | Cymodoceaceae |
|  |               |

|  | Zosteraceae      |
|  |                  |
|  | Potamogetonaceae |
|  |                  |

|  | Posidoniaceae                                                |
|  |                                                              |
|  | \| \| Ruppiaceae \| \| \| \| \| \| Cymodoceaceae \| \| \| \| |
|  |                                                              |
|  | Ruppiaceae                                                   |
|  |                                                              |
|  | Cymodoceaceae                                                |
|  |                                                              |

|  | Ruppiaceae    |
|  |               |
|  | Cymodoceaceae |
|  |               |

|  | Zosteraceae      |
|  |                  |
|  | Potamogetonaceae |
|  |                  |

|  | Posidoniaceae                                                |
|  |                                                              |
|  | \| \| Ruppiaceae \| \| \| \| \| \| Cymodoceaceae \| \| \| \| |
|  |                                                              |
|  | Ruppiaceae                                                   |
|  |                                                              |
|  | Cymodoceaceae                                                |
|  |                                                              |

|  | Ruppiaceae    |
|  |               |
|  | Cymodoceaceae |
|  |               |

|  | Zosteraceae      |
|  |                  |
|  | Potamogetonaceae |
|  |                  |

|  | Posidoniaceae                                                |
|  |                                                              |
|  | \| \| Ruppiaceae \| \| \| \| \| \| Cymodoceaceae \| \| \| \| |
|  |                                                              |
|  | Ruppiaceae                                                   |
|  |                                                              |
|  | Cymodoceaceae                                                |
|  |                                                              |

|  | Ruppiaceae    |
|  |               |
|  | Cymodoceaceae |
|  |               |

|  | Zosteraceae      |
|  |                  |
|  | Potamogetonaceae |
|  |                  |

|  | Posidoniaceae                                                |
|  |                                                              |
|  | \| \| Ruppiaceae \| \| \| \| \| \| Cymodoceaceae \| \| \| \| |
|  |                                                              |
|  | Ruppiaceae                                                   |
|  |                                                              |
|  | Cymodoceaceae                                                |
|  |                                                              |

|  | Ruppiaceae    |
|  |               |
|  | Cymodoceaceae |
|  |               |

|  | Zosteraceae      |
|  |                  |
|  | Potamogetonaceae |
|  |                  |

|  | Posidoniaceae                                                |
|  |                                                              |
|  | \| \| Ruppiaceae \| \| \| \| \| \| Cymodoceaceae \| \| \| \| |
|  |                                                              |
|  | Ruppiaceae                                                   |
|  |                                                              |
|  | Cymodoceaceae                                                |
|  |                                                              |

|  | Ruppiaceae    |
|  |               |
|  | Cymodoceaceae |
|  |               |

|  | Zosteraceae      |
|  |                  |
|  | Potamogetonaceae |
|  |                  |

|  | Posidoniaceae                                                |
|  |                                                              |
|  | \| \| Ruppiaceae \| \| \| \| \| \| Cymodoceaceae \| \| \| \| |
|  |                                                              |
|  | Ruppiaceae                                                   |
|  |                                                              |
|  | Cymodoceaceae                                                |
|  |                                                              |

|  | Ruppiaceae    |
|  |               |
|  | Cymodoceaceae |
|  |               |

|  | Zosteraceae      |
|  |                  |
|  | Potamogetonaceae |
|  |                  |

|  | Posidoniaceae                                                |
|  |                                                              |
|  | \| \| Ruppiaceae \| \| \| \| \| \| Cymodoceaceae \| \| \| \| |
|  |                                                              |
|  | Ruppiaceae                                                   |
|  |                                                              |
|  | Cymodoceaceae                                                |
|  |                                                              |

|  | Ruppiaceae    |
|  |               |
|  | Cymodoceaceae |
|  |               |

|  | Zosteraceae      |
|  |                  |
|  | Potamogetonaceae |
|  |                  |

|  | Posidoniaceae                                                |
|  |                                                              |
|  | \| \| Ruppiaceae \| \| \| \| \| \| Cymodoceaceae \| \| \| \| |
|  |                                                              |
|  | Ruppiaceae                                                   |
|  |                                                              |
|  | Cymodoceaceae                                                |
|  |                                                              |

|  | Ruppiaceae    |
|  |               |
|  | Cymodoceaceae |
|  |               |

|  | Zosteraceae      |
|  |                  |
|  | Potamogetonaceae |
|  |                  |

|  | Posidoniaceae                                                |
|  |                                                              |
|  | \| \| Ruppiaceae \| \| \| \| \| \| Cymodoceaceae \| \| \| \| |
|  |                                                              |
|  | Ruppiaceae                                                   |
|  |                                                              |
|  | Cymodoceaceae                                                |
|  |                                                              |

|  | Ruppiaceae    |
|  |               |
|  | Cymodoceaceae |
|  |               |

|  | Zosteraceae      |
|  |                  |
|  | Potamogetonaceae |
|  |                  |

|  | Posidoniaceae                                                |
|  |                                                              |
|  | \| \| Ruppiaceae \| \| \| \| \| \| Cymodoceaceae \| \| \| \| |
|  |                                                              |
|  | Ruppiaceae                                                   |
|  |                                                              |
|  | Cymodoceaceae                                                |
|  |                                                              |

|  | Ruppiaceae    |
|  |               |
|  | Cymodoceaceae |
|  |               |

|  | Zosteraceae      |
|  |                  |
|  | Potamogetonaceae |
|  |                  |

|  | Posidoniaceae                                                |
|  |                                                              |
|  | \| \| Ruppiaceae \| \| \| \| \| \| Cymodoceaceae \| \| \| \| |
|  |                                                              |
|  | Ruppiaceae                                                   |
|  |                                                              |
|  | Cymodoceaceae                                                |
|  |                                                              |

|  | Ruppiaceae    |
|  |               |
|  | Cymodoceaceae |
|  |               |

|  | Zosteraceae      |
|  |                  |
|  | Potamogetonaceae |
|  |                  |

|  | Posidoniaceae                                                |
|  |                                                              |
|  | \| \| Ruppiaceae \| \| \| \| \| \| Cymodoceaceae \| \| \| \| |
|  |                                                              |
|  | Ruppiaceae                                                   |
|  |                                                              |
|  | Cymodoceaceae                                                |
|  |                                                              |

|  | Ruppiaceae    |
|  |               |
|  | Cymodoceaceae |
|  |               |

|  | Zosteraceae      |
|  |                  |
|  | Potamogetonaceae |
|  |                  |

|  | Posidoniaceae                                                |
|  |                                                              |
|  | \| \| Ruppiaceae \| \| \| \| \| \| Cymodoceaceae \| \| \| \| |
|  |                                                              |
|  | Ruppiaceae                                                   |
|  |                                                              |
|  | Cymodoceaceae                                                |
|  |                                                              |

|  | Ruppiaceae    |
|  |               |
|  | Cymodoceaceae |
|  |               |

|  | Zosteraceae      |
|  |                  |
|  | Potamogetonaceae |
|  |                  |

|  | Posidoniaceae                                                |
|  |                                                              |
|  | \| \| Ruppiaceae \| \| \| \| \| \| Cymodoceaceae \| \| \| \| |
|  |                                                              |
|  | Ruppiaceae                                                   |
|  |                                                              |
|  | Cymodoceaceae                                                |
|  |                                                              |

|  | Ruppiaceae    |
|  |               |
|  | Cymodoceaceae |
|  |               |

|  | Zosteraceae      |
|  |                  |
|  | Potamogetonaceae |
|  |                  |

|  | Posidoniaceae                                                |
|  |                                                              |
|  | \| \| Ruppiaceae \| \| \| \| \| \| Cymodoceaceae \| \| \| \| |
|  |                                                              |
|  | Ruppiaceae                                                   |
|  |                                                              |
|  | Cymodoceaceae                                                |
|  |                                                              |

|  | Ruppiaceae    |
|  |               |
|  | Cymodoceaceae |
|  |               |

|  | Zosteraceae      |
|  |                  |
|  | Potamogetonaceae |
|  |                  |

|  | Posidoniaceae                                                |
|  |                                                              |
|  | \| \| Ruppiaceae \| \| \| \| \| \| Cymodoceaceae \| \| \| \| |
|  |                                                              |
|  | Ruppiaceae                                                   |
|  |                                                              |
|  | Cymodoceaceae                                                |
|  |                                                              |

|  | Ruppiaceae    |
|  |               |
|  | Cymodoceaceae |
|  |               |

|  | Zosteraceae      |
|  |                  |
|  | Potamogetonaceae |
|  |                  |

|  | Posidoniaceae                                                |
|  |                                                              |
|  | \| \| Ruppiaceae \| \| \| \| \| \| Cymodoceaceae \| \| \| \| |
|  |                                                              |
|  | Ruppiaceae                                                   |
|  |                                                              |
|  | Cymodoceaceae                                                |
|  |                                                              |

|  | Ruppiaceae    |
|  |               |
|  | Cymodoceaceae |
|  |               |

|  | Zosteraceae      |
|  |                  |
|  | Potamogetonaceae |
|  |                  |

|  | Posidoniaceae                                                |
|  |                                                              |
|  | \| \| Ruppiaceae \| \| \| \| \| \| Cymodoceaceae \| \| \| \| |
|  |                                                              |
|  | Ruppiaceae                                                   |
|  |                                                              |
|  | Cymodoceaceae                                                |
|  |                                                              |

|  | Ruppiaceae    |
|  |               |
|  | Cymodoceaceae |
|  |               |

|  | Zosteraceae      |
|  |                  |
|  | Potamogetonaceae |
|  |                  |

|  | Posidoniaceae                                                |
|  |                                                              |
|  | \| \| Ruppiaceae \| \| \| \| \| \| Cymodoceaceae \| \| \| \| |
|  |                                                              |
|  | Ruppiaceae                                                   |
|  |                                                              |
|  | Cymodoceaceae                                                |
|  |                                                              |

|  | Ruppiaceae    |
|  |               |
|  | Cymodoceaceae |
|  |               |

|  | Zosteraceae      |
|  |                  |
|  | Potamogetonaceae |
|  |                  |

|  | Posidoniaceae                                                |
|  |                                                              |
|  | \| \| Ruppiaceae \| \| \| \| \| \| Cymodoceaceae \| \| \| \| |
|  |                                                              |
|  | Ruppiaceae                                                   |
|  |                                                              |
|  | Cymodoceaceae                                                |
|  |                                                              |

|  | Ruppiaceae    |
|  |               |
|  | Cymodoceaceae |
|  |               |

|  | Zosteraceae      |
|  |                  |
|  | Potamogetonaceae |
|  |                  |

|  | Posidoniaceae                                                |
|  |                                                              |
|  | \| \| Ruppiaceae \| \| \| \| \| \| Cymodoceaceae \| \| \| \| |
|  |                                                              |
|  | Ruppiaceae                                                   |
|  |                                                              |
|  | Cymodoceaceae                                                |
|  |                                                              |

|  | Ruppiaceae    |
|  |               |
|  | Cymodoceaceae |
|  |               |

|  | Zosteraceae      |
|  |                  |
|  | Potamogetonaceae |
|  |                  |

|  | Posidoniaceae                                                |
|  |                                                              |
|  | \| \| Ruppiaceae \| \| \| \| \| \| Cymodoceaceae \| \| \| \| |
|  |                                                              |
|  | Ruppiaceae                                                   |
|  |                                                              |
|  | Cymodoceaceae                                                |
|  |                                                              |

|  | Ruppiaceae    |
|  |               |
|  | Cymodoceaceae |
|  |               |

|  | Zosteraceae      |
|  |                  |
|  | Potamogetonaceae |
|  |                  |

|  | Posidoniaceae                                                |
|  |                                                              |
|  | \| \| Ruppiaceae \| \| \| \| \| \| Cymodoceaceae \| \| \| \| |
|  |                                                              |
|  | Ruppiaceae                                                   |
|  |                                                              |
|  | Cymodoceaceae                                                |
|  |                                                              |

|  | Ruppiaceae    |
|  |               |
|  | Cymodoceaceae |
|  |               |

|  | Zosteraceae      |
|  |                  |
|  | Potamogetonaceae |
|  |                  |

|  | Posidoniaceae                                                |
|  |                                                              |
|  | \| \| Ruppiaceae \| \| \| \| \| \| Cymodoceaceae \| \| \| \| |
|  |                                                              |
|  | Ruppiaceae                                                   |
|  |                                                              |
|  | Cymodoceaceae                                                |
|  |                                                              |

|  | Ruppiaceae    |
|  |               |
|  | Cymodoceaceae |
|  |               |

|  | Zosteraceae      |
|  |                  |
|  | Potamogetonaceae |
|  |                  |

|  | Posidoniaceae                                                |
|  |                                                              |
|  | \| \| Ruppiaceae \| \| \| \| \| \| Cymodoceaceae \| \| \| \| |
|  |                                                              |
|  | Ruppiaceae                                                   |
|  |                                                              |
|  | Cymodoceaceae                                                |
|  |                                                              |

|  | Ruppiaceae    |
|  |               |
|  | Cymodoceaceae |
|  |               |

|  | Zosteraceae      |
|  |                  |
|  | Potamogetonaceae |
|  |                  |